# Bekenntnisse einer Maske

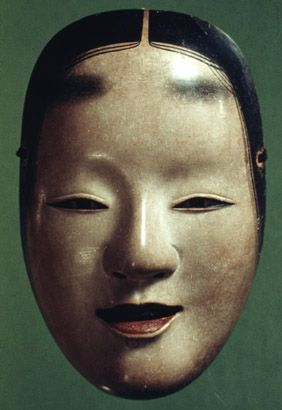
Die klassische Nō-Maske zierte das Titelbild der ersten internationalen Auflage des Werkes.

Bekenntnisse einer Maske (japanisch 仮面の告白, Kamen no Kokuhaku) ist ein am 5. Juli 1949 veröffentlichter semi-autobiografischer Roman des japanischen Schriftstellers Yukio Mishima.
In ihm wird die Lebensgeschichte von Kochan erzählt, einem schüchternen und schwächlichen Jungen, der abgeschirmt von anderen Jungen seines Alters bei seiner Großmutter aufwächst. Anhand diverser Szenarien – veranschaulicht durch Träume, klassische Kunst und sein Umfeld – bemerkt er seine Homosexualität und intensive Obsession mit dem Tod. Aus Angst vor Ablehnung durch die Gesellschaft im imperialistischen Japan versucht er seine Neigungen zu verbergen und versteckt sich hinter einer sozial-konventionellen Persona. Sein Wunsch nach einer neuen Identität scheint zunächst zu gelingen, als er das Mädchen Sonoko kennenlernt. Die Beziehung geht jedoch in die Brüche und Kochan führt sein Leben als Maske weiter.
Das Buch wurde über Nacht ein internationaler Großerfolg und machte den bis dato unbekannten Mishima im jungen Alter von 24 Jahren weltweit berühmt. Aufgrund der unverkennbaren Überschneidungen mit Mishimas eigener Biografie wird der Roman gemeinhin als Semi-Autobiografie bezeichnet.
Eine Übersetzung aus dem Englischen ins Deutsche erschien 1964 im Rowohlt Verlag unter dem Titel Geständnis einer Maske. Die deutsche Direktübersetzung aus dem Japanischen erschien 2018 bei Kein & Aber als Bekenntnisse einer Maske.

## Handlung

### Einleitung

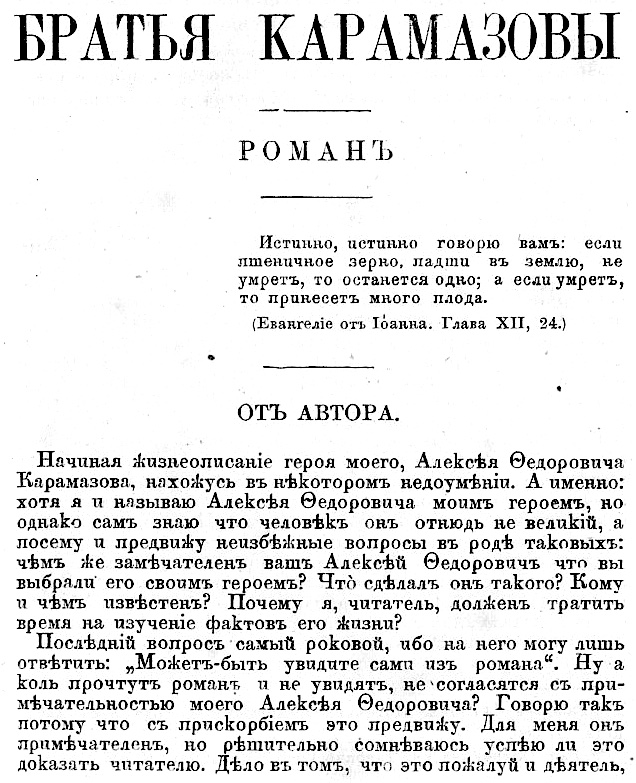
Titelseite der ersten Ausgabe des Romans Die Brüder Karamasow, November 1880.

Der Roman beginnt mit einem Zitat aus Dostojewskis 1880 publiziertem Roman Die Brüder Karamasow:

„Die Schönheit ist eine unheimliche und furchtbare Sache! Unheimlich, weil sie unbestimmbar ist, man kann sie nicht bestimmen, weil Gott uns nichts als Rätsel aufgegeben hat. Ufer vereinen sich, sämtliche Widersprüche sind darin aufgehoben. Ich bin völlig ungebildet, Bruder, aber ich habe viel darüber nachgedacht. Furchtbar viele Geheimnisse! Viel zu viele Rätsel belasten den Menschen auf der Erde, er löse sich nach eigenem Gutdünken und steige trocken aus dem Wasser. Schönheit! Ich kann mich nicht damit abfinden, dass mancher sogar hochherzige und feinsinnige Mann mit dem Ideal der Madonna beginnt und mit dem Ideal Sodoms endet. Und noch unheimlicher ist, wenn jemand mit dem Ideal Sodoms im Herzen auch das Ideal der Madonna gelten lässt, und wenn sein Herz für dieses Ideal entflammt ist, wahr und wahrhaftig entflammt ist, wie in seinen jungen schuldlosen Jahren. Nein, der Mensch ist weit, viel zu weit sogar; ich hätte ihn enger gemacht! Man weiß nicht einmal, was das alles bedeutet, das ist es, hol's der Teufel! Was dem Kopf eine Schande erscheint, erscheint dem Herzen als pure Schönheit. Ist denn in Sodom Schönheit? Glaub mir, dass sie für die überwältigende Mehrheit der Menschheit gerade in Sodom beschlossen ist – kanntest du dieses Geheimnis oder nicht? Es ist entsetzlich, dass Schönheit nicht nur schrecklich, sondern auch geheimnisvoll ist. Hier ringt der Teufel mit Gott, und der Kampfplatz sind die Herzen der Menschen. Übrigens, wes das Herz voll ist, des geht der Mund über. Hör zu, und nun zur Hauptsache.“

Das Zitat dient als Epigraph in eines der zentralen Themen des Romans: Schönheit. Im direkten Anschluss beginnt der Ich-Erzähler von seiner Geburt zu erzählen.

### Kapitel 1
Kochan, Protagonist und Ich-Erzähler des Romans wird am 4. Januar 1925 in eine zerfallene Familie geboren. Sein einst angesehener Großvater musste seine Position als Gouverneur wegen der Missetaten eines seiner Untergesetzten an den Nagel hängen. Da er sich sein Anwesen damit nicht mehr leisten kann, zieht er zu seiner Tochter in ein Mietshaus im Armenviertel Tokios. Kochan wird schon im frühen Alter von seinen Eltern getrennt und unter die Fittiche seiner Großmutter genommen, obwohl diese selbst chronisch erkrankt ist. Die Kinderkrippe ist neben dem Krankenbett der Großmutter platziert und sie lässt den Jungen keine Sekunde mehr aus den Augen. Kurz vor seinem vierten Geburtstag erkrankt Kochan an Autointoxikation und stirbt beinahe. Die Krankheit wird chronisch und plagt den Protagonisten monatlich für sein gesamtes restliches Leben.
Als sehr kleiner Junge behauptet Kochan sich an das Bad in einer Holzbadewanne kurz nach seiner Geburt erinnern zu können. Die Erwachsenen versuchen ihm die Unmöglichkeit der Idee einzureden, schließlich könnte er in den ersten Momenten seines Lebens nicht einmal seine Augen öffnen. Da Kochan aber weiter darauf beharrt, vermuten sie, er wolle sie über Umwege dazu bekommen, mit ihm über Sex zu reden. Kochan gesteht dem Leser, dass seine Erinnerung an die sonnengebadete Badewanne seiner nächtlichen Geburt widerspricht; dennoch verbleibt er dabei, dass seine Erinnerung echt ist.
Beim Durchblättern eines Fotoalbums seiner Großmutter entdeckt er ein Bild von einem muskulösen Mann in verdreckten blauen Hosen, der Jauchekübel über die Straße trägt. Die Fotografie und vor allem die Hose des Mannes haben auf Kochan eine für ihn unerklärlich starke Wirkung und er äußert den Wunsch, später auch als Latrinenreiniger zu arbeiten. Das oberflächlich „miserable Leben“ des Mannes, ein Leben, von dem er sich allein durch seine schwache Statur ausgeschlossen fühlt, verstärkt die anziehende Wirkung des Bildes.
Eine andere einprägsame Illustration ist die eines blutüberströmten Ritters auf einem Pferd. Er betrachtet das Bild lang und intensiv, mit einem bemerkenswerten ersten Gefühl von Schuld. Kochan imaginiert wie der wunderschöne, entschlossene Mann kurz nach dem Zeitpunkt der Illustration getötet werden wird. Kochans Krankenschwester erwischt ihn und erklärt, es handle sich tatsächlich nicht um einen Mann, sondern um Jeanne d’Arc. Als er das hört, ist Kochan plötzlich angewidert von dem Bild, fühlt sich betrogen und schaut es sich nie wieder an. Als Kochan eines Tages an einer Gruppe Soldaten vorbeiläuft, fasziniert ihn der Schweißgeruch der Männer und er entwickelt immer lebhaftere Träume, in denen er selbst an Stelle der Soldaten im Krieg getötet wird.
Eines Nachmittags besucht Kochan mit seiner Großmutter eine Zaubershow. Er ist begeistert von der Eleganz und Schönheit einer der weiblichem Magier, Tenkatsu. Später am Abend besucht er seine Eltern und zieht sich heimlich die Kleider seiner Mutter an, um zu Tenkatsu zu werden. Seine „Transformation“ bringt ihn so in Ekstase, dass er voller Glück durch das Haus läuft. Die Familie schämt sich sichtlich für den Anblick und bringt Kochan zum Weinen. Zukünftig verkleidet sich Kochan nur noch heimlich.
Kochan erzählt, wie er es als Kind liebt, Fantasiegeschichten vorgelesen zu bekommen. Er habe sich aber immer nur mit dem Prinz identifizieren können, nie mit der Prinzessin. Er hegt eine besondere Liebe für jeden Jungen, der getötet wird. Besonders ein ungarisches Märchen frustriert ihn: obwohl der Prinz immer und immer wieder stirbt, wird er jedes Mal durch einen magischen Diamant reanimiert. Eines Abends schleicht sich Kochan in das Wohnzimmer und reißt die letzten Seiten der Geschichte heraus, sodass der Prinz durch einen Drachen stirbt und auch tot bleibt.
Obwohl Kochan schon früh von der Idee des Todes fasziniert ist, hat er krankhafte, abnormale Angst vor seinem eigenen Ableben. Er entwickelt paranoide Wahnvorstellungen, so zum Beispiel davon, dass seine Krankenschwester ihn vergiften wird, wenn er sich nicht benimmt. Seine Großmutter, verängstigt über den verschlechternden Gesundheitszustand Kochans, isoliert ihn indes von Jungen seines Alters und lässt ihn nur noch mit ausgewählten Mädchen aus der Nachbarschaft spielen. Als später sein Bruder und seine Schwester geboren werden, werden diese wesentlich liberaler erzogen. Kochan beichtet dem Leser, dass seine diesbezüglichen Beschwerden immer nur gespielt waren: in Wahrheit war er nicht eifersüchtig, sondern zog seinen isolierten Lebensstil gegenüber dauerhaftem Lärm und Kontakt vor.
Mit sieben besucht Kochan seine Cousinen und bemerkt die Erwartungen seiner Großmutter, sich weniger „weibisch“ zu verhalten. Er grübelt, was „männliches Verhalten“ sein könnte und entscheidet, mit seinen Cousinen fortan nur noch „Krieg“ zu spielen. Obwohl ihn die Rolle eines lauten Anführers abstößt, macht es ihm umso mehr Spaß, in den simulierten Schlachten zu sterben.
Das Kapitel schließt mit einer Erfahrung, die Kochan aus der Gegenwart für besonders signifikant hält: Eine Parade an Feuerwehrmännern – in Zelebration des Sommerfestes – laufen am Haus des Jungen vorbei. Der Festzug, bekleidet in Masken, trägt einen schwarz-goldenen Schrein auf ihren Schultern. Kochan ist gleichermaßen verängstigt wie fasziniert. Plötzlich wechselt die Parade ihre Marschrichtung und läuft schnurstracks zum Eingang des Familienhauses. Kochan rennt voller Angst auf den Balkon im ersten Stock des Gebäudes und ist erneut gleichermaßen erschrocken wie begeistert von der Zerstörung, die im Garten unter ihm stattfindet.

### Kapitel 2, Teil 1

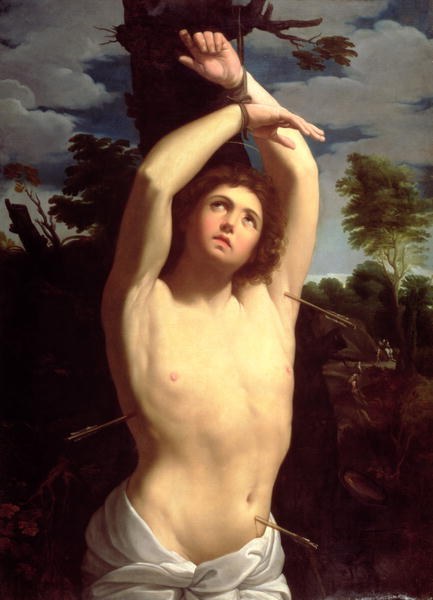
Das Bild St. Sebastian von Guido Reni war nicht bloß eine Inspiration für Mishima, sondern ist auch das erste Objekt, durch das Kochan sexuell erregt wird.

Kochan beschreibt den Anfang seiner Pubertät, im Alter von zwölf Jahren, in der er seinen Penis entdeckt und als mysteriöses, verwirrendes „Spielzeug“ wahrnimmt. Indem er auf die Wünsche seines „Spielzeuges“ hört, versteht der Junge, dass seine Hingabe zu seinem Penis mehr als nur eine ästhetische ist; vielmehr handelt es sich um seine ersten Anzeichen seiner Sexualität. Seine Kindheitserinnerungen und -fantasien sieht er plötzlich in einem völlig neuen Licht.
Er realisiert, dass auch seine kindliche Vertiefung in den Tod eine sexuelle Komponente angenommen hat; Bilder von Tod und Verletzungen beginnen zunehmend an ihn zu erregen. Er beschließt, sich dieser Sehnsucht zum ersten Mal bewusst hinzugeben, indem er einige seiner alten Bilderbücher so übermalt, dass die harmlosen Männerabbildungen zu blutigen, aufgeschnittenen Männerabbildungen werden. Obwohl er die Zeichnungen versteckt, hat er Angst, dass sie entdeckt werden. Er überlegt mehrfach, sie zu zerstören, kann sich aber nicht dazu überwinden.
Als Ende seines zwölften Lebensjahres zieht Kochan wieder zu seinen Eltern. Seine Großmutter verletzt die Trennung und sie fordert von Kochan, sie jede Woche besuchen zu kommen. Weil Kochans Vater nach Osaka versetzt wird, lebt er von nun an mit seiner Mutter und seinen beiden jüngeren Geschwistern.
In einer der bekanntesten Szenen des Romans entdeckt Kochan in dem Fotoalbum seines Vaters das Bild St. Sebastian von Guido Reni, eine Darstellung des heiligen Sebastian, Oberkörper-frei und mit Pfeilen durchbohrt. Kochan wird durch den Anblick des Gemäldes stark erregt und beginnt zu masturbieren. Als sein „Rausch“ endet, schämt er sich für die „Unordnung“, die er verursacht hat. Dies sollte der Beginn seiner sogenannten „schlechten Angewohnheit“ werden.
Kochan kommt in die Mittelschule und genießt seine neu gewonnene Freiheit, lange Hosen tragen zu können und seine Mitschüler schlicht mit ihren Vornamen ansprechen zu dürfen. Seine Eltern nutzen die schlechte Gesundheit Kochans als Vorwand, damit dieser nicht in den Schlafsälen schlafen muss; in Wahrheit sorgen sie sich aber um den schlechten Einfluss der anderen Jungen. Trotz all dieser Vorkehrungen übernimmt Kochan in der Schule die „rohe“ Sprechweise der anderen Jungen und legt seinen „weiblich-adeligen“ Dialekt ab.
Eines Tages verbreitet ein Mitschüler in Kochans Klasse ein Gerücht über einen anderen Jungen, Omi, einen Problemschüler, der erst vor kurzem wegen „unangemessenen Verhaltens“ für mehrere Wochen beurlaubt wurde. Nach dem Gerücht solle Omi bereits mit mehreren Frauen geschlafen und einen sehr großen Penis haben. Kochan schlägt vor, das Gerücht beim nächsten „Drecksspiel“ zu überprüfen. Beim „Drecksspiel“ handelt es sich um ein Spiel, bei dem das Ziel ist, seinem Gegner an die Genitalien zu fassen. Wenn der Griff geglückt ist, ruft der Fänger laut, ob der Gefangene gut oder schlecht bestückt ist. Obwohl Kochan Angst vor Omi hat, findet er den Gedanken, mit ihm das „Drecksspiel“ zu spielen, interessant.
Im Winter bekommt Kochan Angst, in eine Schneeballschlacht verwickelt zu werden und kommt deshalb eine Stunde früher zur Schule. Er sieht Omi auf dem Pausenhof, wie er seinen Namen in den Schnee stapft. Überraschenderweise scheint sich Omi über Kochans Ankunft zu freuen und beide kommen ins Gespräch. Als Omi Kochans Wangen mit seinen unterkühlten Händen streichelt, weiß Kochan, dass er verliebt ist. Er fängt an, sich Omi nackt vorzustellen.

### Kapitel 2, Teil 2
Kochan aus der Gegenwart gibt zu, Omi in seiner Erinnerung so idealisiert zu haben, dass ihm kein einziges negatives Merkmal mehr einfällt: Omi wurde in seinem Kampfe das Sinnbild für männliche Perfektion. Deswegen ist er nur noch angezogen von großen, rohen, muskulösen und weniger intelligenten Männern. Jeder Mann, der intelligent genug ist, seine seltsamen Sehnsüchte zu verstehen, findet er abstoßend.
Die Erzählung springt zurück in die Vergangenheit. Kochan erinnert sich an eine Zeremonie seiner Schule, in der sich die gesamte Schule in Marine-inspirierten Uniformen kleiden musste. Omi und seine Freunde verscheuchen einen neuen Schüler von der Vogelschaukel, auf der sie König des Hügels spielen. Kochan beobachtet das Spiel aus der Ferne und schwärmt davon, wie viel stärker Omi als seine Mitstreiter ist.
Kochan stößt zum Spiel dazu, obwohl er eigentlich Angst davor hat, sich zu verletzen. Beim Kampf um die Vogelscheuche fallen beide gemeinsam auf den Boden und halten lange Blickkontakt. Kochan hat Angst, dass Omi seine Liebe in seinen Augen lesen kann. Omi hilft ihm hoch, entstaubt ihn und geht mit ihm zur Klasse – sein Arm um seine Schulter gelegt. Kochan schämt sich ein wenig, von allen gesehen zu werden, wie Omi seinen Arm um ihn gelegt hat. Gleichzeitig ist er entzückt. In der Gegenwart fragt er sich, ob er in diesem Moment Liebe gefühlt hat oder nur eine Form unschuldiger Lust.
Obwohl Kochan am Sportunterricht wegen seiner chronischen Kränklichkeit oft nicht teilnehmen darf, muss er den anderen Schülern von der Bank aus zusehen. Omi demonstriert den versammelten Schülern, wie sie das Reck zu benutzen haben. Kochan sieht, das Omi Haare unter der Achsel wachsen und kann seinen Blick nicht mehr von ihm lassen. Gleichzeitig fühlt er sich durch dessen Präsenz erneut eingeschüchtert; er glaubt, Omis Perfektion und Sportlichkeit sei eine reine Beleidigung gegen jeden, der – wie Kochan – krank und unsportlich ist. Kochan überlebt, ob seine Eifersucht auf Omi eine weitere Facette für seine ungezügelte Liebe sein könnte. Schließlich sei Liebe ja auch der Wunsch, so zu werden wie die Person, die man liebt. Er beschließt, mehr zu werden wie Omi und beginnt damit, sich beizubringen, anderen Menschen beim Reden in die Augen zu schauen.
Die Sommerferien beginnen und Kochan ist gelangweilt. Wegen seiner Krankheit darf er nicht zu lange an der Sonne sein, weswegen er auch nie gelernt hat, zu schwimmen; und das, obwohl er eine seltsame, romantische Anziehung zum Meer verspürt. Während er das Meer beobachtet, fühlt Kochan dasselbe Gefühl von Einsamkeit, das er in Omis Augen gesehen haben will. Er bemerkt, dass seine eigenen Achseln auch Haare bekommen haben und denkt direkt wieder an Omi. Am Rand des Meeres sitzend beginnt er zu masturbieren. Nachher wird er durch eine plötzliche, starke Welle gewaschen; seine „Sünde“ und sein „Samen“ werden durch das Meer weggespült.
Die Schule beginnt und der Lehrer verkündet, dass Omi der Schule verwiesen wurde. Gründe nennt er keine, weshalb alle Schüler in der Pause spekulieren, welche der schlechten Taten Omis der Grund gewesen sein könnten. Kochan fällt derweil keine schlechte Tat ein. Er sieht Omis „Bösartigkeit“ als Teil eines größeren Dienstes an einen verbotenen Gotte. Wie der heilige Sebastian wurde Omi, in den Augen Kochans, aus einem heiligen Grunde geopfert.
Durch seine chronische Autointoxikation erkrankt Kochan an Blutarmut. Später glaubt er, diese sei der Grund für seine immer lebhafter werdenden, gewalttätigen Träume gewesen. In einem Traum ist er der Lanista einer Gladiatorenschule und verordnet seinen Gladiatoren, sich zu seiner Belustigung gegenseitig zu erstechen und in makabren Zeremonien auszustellen. Ein anderer Traum findet auf einem Ball statt, auf dem die Gäste die Leiche eines seiner Mitschüler essen. Kochan küsst die Leiche auf den Mund und dreht sie mit dem Kopf nach oben, um ihren Oberkörper bewundern zu können.
Kochan hat zunehmend Schwierigkeiten, seine Triebe zu kontrollieren. Wegen seiner sexuellen Attraktion zu einem Lehrer masturbiert er heimlich in der Klasse. Nach der Schule trifft er sich mit einem Freund, in den er sich verliebt hat. Der Freund fragt Kochan, ob sie für Katakura, einen kürzlich an Tuberkulose gestorbenen alten Klassenkameraden, beten wollen. Kochan bejaht die Frage und fügt hinzu, dass Katakuras Mutter ihm mitgeteilt hat, der Freund könnte sie ja besuchen kommen, jetzt, da sie ganz alleine ist. Der Freund errötet und Kochan wird erst jetzt klar, wie die Anfrage gemeint war. Zuvor hat er diese Möglichkeit gar nicht berücksichtigt, denn er hat keinen sexuellen Bezug zu Frauen. Er ist völlig angeekelt von sich selbst und beschließt, „erwachsen“ zu werden und sich von seinen „schlechten Angewohnheiten“ zu verabschieden.

### Kapitel 3, Teil 1
Kochan vertröstet sich damit, dass er ohnehin früh sterben werde und deswegen seine Triebe bis zu seinem Tod einfach unterdrücken könne. Vor seinen Schulkameraden versucht er, vorzuspielen, er sei heterosexuell, obwohl er dabei übermütig und roh rüberkommt. Die Erzählung enthält ein Gedicht, das Kochan mit fünfzehn geschrieben hat: In diesem schildert ein Ich-Erzähler, wie er durch eine gewagte List allen um sich herum, sich eingeschlossen, vorspielen kann, dass er glücklich ist. Kochan in der Gegenwart kommentiert dies damit, dass es ein altbewährter Irrglaube sei, den Dämon in einen Helden umzuwandeln und damit den Dämon sättigen zu wollen. Er rekapituliert, dass Jungen seines Alters eigentlich gar keine Gedanken daran verschwenden müssen, wie ihre Identität ist; sie leben sie einfach. Dass ihm dieses Privileg nicht zuteilwurde, macht er für seine ständigen Kopfschmerzen und Schwächeanfälle verantwortlich.
Kochan weiß wenig über Sex außer dem, was seine Klassenkameraden ihm erzählen und zeigen. Er glaubt, seinen Freunden eigentlich ähnlich zu sein, nur dass sie nicht durch dieselben Sachen stimuliert werden. Deswegen beobachtet er sie und versucht, ihre Mimik und Gestik nachzuspielen, wenn er es für notwendig hält.
Kochan glaubt, sein mangelndes Interesse an Frauen komme durch seine Faulheit. Er kramt in seinem Gedächtnis, ob ihm irgendwelche einschneidenden Erlebnisse mit Frauen einfallen, doch er erinnert sich nur an zwei: Vor einigen Jahren fand er den Überbiss seiner Cousine zweiten Grades, Sumiko, attraktiv. Einmal legte sie ihren Kopf in seinen Schoß, doch er kann sich nicht erinnern, dies sexuell erregend gefunden zu haben. Ein anderes Mädchen, die mit ihm jeden Morgen mit dem Bus fuhr, fand er durch dessen „desinteressierte Aura“ interessant. Er fragte sich sogar kurzzeitig, ob es Liebe sein könne, die er für sie empfand. Sexuelle Erregung verspürte er hingegen durch den Busfahrer. Kochan gesteht, dass er mit fünfzehn die Verbundenheit zwischen Sex und Liebe noch nicht verstanden hat. In seinem Kopfe waren es zwei völlig separate Konzepte.
Der Krieg bricht aus und mit ihm wird das Land von einer Stoizismus-Welle überschwemmt. Die ohnehin schon militärisch angehauchte Schule wird noch strenger und drillt ihre Schüler bis ans Äußerste. Da nun alle Schüler überzeugt sind, ohnehin nicht mehr lange zu leben, beginnen sie, Alkohol zu trinken und zu rauchen. Kochan freut sich, die Volljährigkeit zu erreichen und in die Armee eingezogen zu werden. Etwas später verliebt er sich in einen sechzehnjährigen Jungen namens Yakumo, dessen halbnackten Körper er jede dritte Woche bei der morgendlichen Gymnastik beobachten kann. Er überlegt ihn anzusprechen, traut sich aber wegen seines schwächlichen Äußeren nicht.

### Kapitel 3, Teil 2
Im September 1944 – Kochan ist nun 19 Jahre alt – schließt er die Schule ab und immatrikuliert sich an der Universität Tokio. Auf Drängen seines Vaters studiert er Jura; obgleich es nicht seine erste Wahl war, ist es ihm egal, da er ohnehin überzeugt ist, bald im Kriege zu sterben. Im selben Zeitraum freundet er sich mit einem jungen namens Kusano an.
Kochan versucht, sich einzureden, von Frauen angezogen zu sein. Er spricht eine junge Frau in einer Kneipe an, wird abgewiesen und versucht zuhause, die Rolle eines zurückgewiesenen, liebeskranken Mannes zu spielen; es scheint jedoch nicht zu funktionieren und die „Aufgabe“, liebeskrank zu sein, empfindet er als ermüdend und unbefriedigend. Während er trauern sollte, wandern seine Gedanken immer wieder zurück zu seinen üblichen Fantasien schöner Männer und des Todes. Am Ende des Abends vertröstet sich Kochan mit dem Gedanken, er könne eine Frau ja auch lieben, ohne sexuell von ihr erregt zu sein. Dies sei schließlich ein Zeichen des „Erwachsenwerdens“. Er besucht Kusano und ist verzaubert von dem unbeholfenen, aber schönen Klavierspiel dessen siebzehnjähriger Schwester Sonoko.
Die Studenten werden alle in Flugzeugfabriken beordert und, obwohl Kochan zu schwach ist, die Schlepparbeiten in der Firma zu verrichten, gilt er doch noch als gesund genug für den Kriegsdienst. Die Atmosphäre der Fabrik, ein makabres, mystisches Gefühl von Tod durch die unzähligen Kriegsflugzeuge, zieht ihn an. Wenig später hat Kochan seine medizinische Routineuntersuchung, die bestimmt, ob und wie er eingezogen wird. Seine Grippe wird von den Ärzten fehldiagnostiziert und obwohl er sich auf den Krieg gefreut hatte, korrigiert er die Fehldiagnose nicht. Stattdessen sieht er als sein „Schicksal“, doch nicht im Krieg zu fallen. Er gesteht sich beschämt ein, sich seinen Wunsch nach dem Tode vielleicht immer vorgespielt zu haben.
Am 10. März wird er von Kusanos Familie auf ihr Regiment eingeladen. Um die Reise zu planen, macht er einige Tage zuvor einen Abstecher in dessen Zuhause und wird dort Sonoko vorgestellt: Kusanos Schwester und dem Mädchen, dessen schönes Klavierspiel er ein Jahr zuvor hörte. Am Morgen des 9. Märzes wartet Kochan auf Kusanos Familie am Bahnhof Tokio. Sonoko kommt mit ihren beiden Schwestern zuerst an. Sonokos atemberaubende Schönheit fällt auch Kochan auf und er glaubt, sich das erste Mal in eine Frau verliebt zu haben. Kochan aus der Gegenwart grätscht an dieser Stelle ein und bemerkt, dass trotz des Widerspruchs zu vorherigen Gefühlen diese Gefühle echt waren. Während er ihr im Zuge gegenüber sitzt, grübelt er, ob Sonoko genauso von ihm begeistert ist wie er von ihr.
Ein gemeinsamer Bekannter, Herr Ohba, sitzt mit ihnen im Zug und gesellt sich dazu. Er spricht über den Krieg, die Männlichkeit der Soldaten und die Notwendigkeit, dass Frauen ihren Männern beistehen; Kochan charakterisiert sein lästerndes Gerede als „weibisch.“ Sonokos Mutter, im gegenliegenden Viersitzer, bittet Herrn Ohba, auf die beiden Töchter aufzupassen, während sie auf die Toilette geht. Kochan steckt Sonoko deshalb einen Zettel zu, auf dem steht, ihre Mutter sei wirklich vorsichtig – die Notiz bringt Sonoko zum Erröten. Die beiden jüngeren Schwestern tuscheln darüber, was auf dem Zettel wohl geschrieben stehe.
Später im Hotel teilt sich Kochan sein Zimmer mit Herrn Ohba, der in Abwesenheit der Frauen plötzlich seine Abneigung gegen den Krieg äußert. In derselben Nacht kann Kochan nicht schlafen: Er philosophiert lange vor sich hin, wie er sein Verhalten gegenüber Sonoko einzuordnen hat. Zum einen glaubt er, er hätte sich anders verhalten, wenn Sonoko kein Mädchen, sondern ein Junge gewesen wäre. Er glaubt, sein Fehlverhalten sei ein dermaßen integraler Bestandteil seiner Persönlichkeit, dass er dieses gar nicht unter Kontrolle habe. Dann ändert sich seine Meinung aber und er fragt sich, ob er nicht einfach Ausreden suche, um sich nicht die Liebe zu einer Frau eingestehen zu müssen. Kurz bevor er einschläft, ertönen die Zivilschutzsignale.

### Kapitel 3, Teil 3
Die Gruppe steht um sechs Uhr Morgens auf, um sich auf ihren Besuch vorzubereiten. Sonokos Schwestern ärgern sie dafür, durch den Alarm geschlafen zu haben und scherzen, dies liege wohl an ihrem lauten Schnarchen. Obwohl Kochan sich an der Freude der Schwester seinerseits erfreut, bekommt er wieder ein seltsames Peingefühl, das er mit Sonoko assoziiert. Seine Gedanken schweifen zum Kriege und spezifisch zur Luftwaffe. Er glaubt, wenn seine Familie jetzt getötet werden würde – jetzt, da er weg von ihnen ist – würde es ihn nicht interessieren. Er versucht, sich diese grausigen Gedanken dadurch zu rationalisieren, dass sie beim aktuellen Stand der Welt wohl normal seien.
Beim morgendlichen Spaziergang bietet Kochan an, Sonokos Tasche zu tragen – der Plan ist dabei zum einen, sich selbst beliebter und zum anderen, Sonoko verlegen zu machen. Das Vorhaben ist erfolgreich und Sonoko bleibt beim gesamten Spaziergang an Kochans Seite. Dieser empfindet zum ersten Mal „so etwas wie Selbstbewusstsein“.
Beim Regiment angekommen, begrüßt Kochan seinen Freund Kusano; als dieser seine Hand seltsam fest drückt, glaubt Kochan, ertappt worden zu sein. Er dreht sich zu Sonoko und beschließt, sie lieben zu wollen – für sich und als Schutzschild gegen Kusanos prüfende Blicke. Noch in derselben Nacht kommt es zu einem Luftangriff der Vereinigten Staaten. Kochan und der Familie blieben verschont.
Die Rückfahrt im Zug ist deprimierend: Um ihn herum trauern etliche Personen um ihre getöteten Bekannten und aus dem Fenster kann man Flüchtige des letzten Angriffs sehen, verletzt, getötet und sterbend. Trotz dieses Horrors ist Kochan enthusiastisch. In den zerstörten Leben sieht er den Beweis für die primitivste Form des menschlichen Daseins: Ihrer Privilegien beraubt, kämpfen sie um ihr Leben, kämpfen füreinander, kämpfen gegeneinander. Schützend legt Kochan seinen Arm um Sonoko. Zuhause angekommen, findet er seine Familie unbekümmert vor.
Einige Tage später besucht Kochan Sonoko, um sich ein paar Bücher auszuleihen. Obgleich nicht zwingend in Liebe, fühlt er sich in Sonokos Anwesenheit wohl. Er erzählt ihr, dass sie immer im Hinterkopf haben muss, wie kurz das Leben sein kann; genau jetzt könnte eine Fliegerbombe auf ihnen landen und sie beide töten. Sonoko scheint von der Idee überraschend angetan, gesteht aber, dass sie bald zusammen mit ihrer Familie wegziehen wird, um in Sicherheit gebracht zu werden.
Obwohl die Nachricht ihn verletzt, fühlt sich Kochan auch ein wenig beruhigt: Die Obligation, Sonoko lieben zu müssen, lastet ihm nicht mehr auf den Schultern. Seine Emotionen werden verrückt, als er sie zum Abschied ein weiteres Mal besucht. Als sie ihm einen großen Brief in die Hand drückt und bittet, diesen später zu lesen, glaubt er, sich endgültig in sie verliebt zu haben. Auf der Rückfahrt liest Kochan den Brief und ist verzaubert.
Wieder Zuhause angekommen, geißelt Kochan sich dafür, keine Initiative gegenüber Sonoko ergriffen zu haben. Seine innere Stimme quält ihn: „Ist es Liebe? Kannst du überhaupt eine Frau lieben? Es sind Männer, nicht Frauen, die dich anziehen.“ Die Stimme beschreibt im feinsten Detail die mörderischen Fantasien Kochans und tadelt ihn, jemals wieder über etwas wie Liebe sprechen zu wollen. Die Stimme rät ihm, seine bizarren Vorlieben mit Sonoko zu teilen.
Es wird Frühling in Japan und Kochan hat sein Studium wieder aufgenommen. Er arbeitet in Teilzeit in einer Bücherei und die restliche Zeit gräbt er mit einer kleinen Gruppe junger Taiwanesen einen Evakuationstunnel unter der Universität. Mit Sonoko steht er im regen Briefkontakt und die Distanz zwischen den beiden gibt Kochan ein Gefühl von Normalität: Er ist frei, er ist glücklich. Als das Gerücht die Runde macht, der „Feind“ werde bald am nahegelegenen Strande landen und ein Massaker anrichten, kommt sein Wunsch nach dem Tode wieder auf.

### Kapitel 3, Teil 4
Im Herbst erkrankt Kochan an einer Mandelentzündung; seine Zeit verbringt er vor allem mit der jungen Frau Chieko, die er in der Bücherei kennengelernt. Als Kochan durch sein hohes Fieber sinnentleert im Bett liegt, küsst ihn Chieko unerwartet auf den Mund. Er wehrt sich nicht und akzeptiert ihre Avancen als seinen ersten Kuss mit einer Frau.
Beim Kuss bemerkt Kochan, dass er an Sonoko denken muss. Sein bevorstehendes Treffen mit Chieko sagt er ab, mit der Ausrede, er müsse zurück in die Fabrik; ihre Küsse empfindet er in der Retrospektive als „eklig“, der Grund dafür müsse seine Liebe zu Sonoko sein. Wieder aus der Gegenwart grätscht Kochan ein und sagt, er habe Sonoko nur als Ausrede benutzt. In Wahrheit fühlten sich die Küsse falsch an, weil er keine Lust aus der Erfahrung ziehen konnte.
Auf dem Weg zum Waffenlager wird der Zug notgebremst wegen eines bevorstehenden Luftangriffs. In der Dunkelheit greift Kochan in seine Reisetasche und merkt, dass ihm alle seine Gegenstände, darunter auch das Foto von Sonoko, gestohlen wurden. Postwendend wird er von einer quälenden Sehnsucht übermannt, Sonoko zu sehen. Der Zug wird evakuiert und alle Mitreisenden verstecken sich in speziell dafür gebauten Schutzhöhlen. Die Leute jubeln, als ein Angriffsflugzeug laut abgeschossen wird, unwissend, ob es sich um einen Verbündeten oder Feind handelt.
Kochan läuft trotz der Warnung des Zugführers den Weg nach Hause zu Fuß, vorbeilaufend an Feuer, Trümmern und glühenden Eisensplittern. In seiner Stadtgegend bleibt „wie durch ein Wunder“ nur die Nachbarschaft seiner Familie intakt.
Am Abend feiert Kochan mit seiner Familie den überstandenen Luftangriff mit Reiswein und Geleebohnen. Seine sechzehnjährige Schwester weiß um seine Liebe und ärgert ihn mit der Frage, wann er denn heiraten wolle. Der Gedanke an Kinder und Ehe löst in ihm ein Gefühl von Schuld aus; seine soziale Verpflichtung, bald zu heiraten, hatte er inmitten des Krieges völlig ausgeblendet, da er ohnehin dachte, er werde sterben. Jetzt wo sich das nicht zu bewahrheiten scheint, muss er wieder darüber nachdenken und bekommt Magenschmerzen.
Sonoko lädt Kochan mehrfach zu ihrer Familie ein, aber dieser beschließt, sich ein Hotelzimmer zu mieten und sich dort allein mit Sonoko zu treffen. Er glaubt, dort werde er sich endlich seiner Lust zu ihr hingeben. Unglücklicherweise müssen alle Hotels wegen des Krieges schließen; ihm bleibt also nichts anderes übrig, als Sonoko in ihrem Familienhaus zu besuchen. Kochan ist fest überzeugt, dass er sie dieses Mal küssen wird, wenngleich der Gedanke sie zu küssen, ihn wie einen „Dieb“ fühlen lässt.
Weil Kochan glaubt, Sonokos Familie empfinde ihn ihrer als „unwürdig“, versucht er sein Bestes, einen guten Eindruck zu hinterlassen. Wo es nur geht, versucht er mit allen ins Gespräch zu kommen und er hilft sogar in der Scheune und beim Abwasch. Nebenbei fangen er und Sonoko an, miteinander zu flirten und Kochan – wohlwissend um Sonokos Verlangen nach ihm – glaubt, nun endlich glücklich werden zu können.
Die beiden gehen auf eine Fahrradtour und Kochan plant in seinen Kopf jeden kommenden Schritt, der am Ende zum Kusse führen soll. Sein Plan geht ganz auf: Sie fahren die Klippen herunter, tanzen im Gras, setzen sich auf die Steine und sie küsst ihn – dennoch fühlt er nichts. Sonoko ist währenddessen zu beschämt, um die Trauer in den Augen ihres Liebespartners zu sehen. Panisch versucht Kochan sein seltsames Verhalten mit gespielter Freude zu kompensieren; mit Erfolg. Als er erfährt, dass Sonokos Familie von ihm hin und weg ist und bereits Pläne für deren Zukunft einleitet, verspürt er höllische Angst.
Bei einem nächsten Treffen am Golfkurs küsst er Sonoko erneut. Dieses Mal fühlt sich der Kuss an wie ein Kuss „zwischen Bruder und Schwester.“ Sonoko fragt ihn, wann sie ihn das nächste Mal sehen kann, worauf Kochan keine Antwort weiß – es käme schließlich darauf an, ob er bis dahin noch lebt. Sie küsst ihn zärtlich auf den Hals und bittet, ihr das nächste Mal einen Heiratsantrag zu machen. Kochan und Sonoko kreuzen ihre kleinen Finger – ein Zeichen für ein Versprechen. Später am Abend bittet Sonoko ihn, noch einen Tag länger zu bleiben. Kochan lehnt dies ab und meint, seine Fabrik erlaube es ihm nicht, eine Auszeit zu nehmen, wohlwissend, dass die Fabrik aktuell geschlossen ist. Seine Lüge erfüllt ihn mit einer Freude, als wäre er einer unmittelbaren Gefahr entkommen; er redet sich aber ein, es sei die Macht, Sonoko auf die Folter zu spannen, die ihm dieses schöne Gefühl gibt. In der Gegenwart gesteht Kochan, dass ab diesem Moment eigentlich alles vorbei war, obwohl die Familie dachte, dass alles gerade erst beginne.
Auf der Rückreise sieht er Sonoko durch das Zugfenster, wie sie ihm zuwinkt und entwickelt wieder Schuldgefühle. Zum ersten Mal in seinem Leben hat Kochan das Gefühl, seinen Lebenswillen verloren zu haben. Seinen kurzen Gedanken an Suizid verliert er aber schnell wieder, schließlich habe er im Krieg genug Möglichkeiten zu sterben.
Zurück zu Hause nimmt Kochan den Briefwechsel mit Sonoko wieder auf. Während er ihre romantischen, liebevollen Worte liest, merkt er, wie seine Liebe zu Sonoko ihn dazu bringt, vor ihr wegzurennen. Er antwortet auf die Briefe zwar weiterhin, versucht aber, einen neutralen Ton zu bewahren, um ihre Hoffnungen weder zu zerstören, noch zu verstärken. Wenig später empfängt er einen Brief von Kusano, der ihn nach seinen Intentionen fragt. Kochan ist irritiert, wie selbst in Zeiten des Krieges, so „banale“ Sachen wie Liebe und Ehe derart prominent in den Köpfen der Menschen verwurzelt sind. Er konsultiert seine Mutter und erzählt er ihr von den Hochzeitsplänen. Als diese zu seiner Überraschung aber gar keine Widerworte gibt, gesteht er: „Ich liebe Sonoko nicht.“ Überfordert von der bizarren Situation rät seine Mutter ihm, einen klaren Kopf zu fassen und notfalls die Beziehung zu beenden. Direkt am nächsten Morgen macht er genau das: Er schreibt einen Brief an Kusano und macht in diesem mit dessen Schwester Schluss.
Die Luftangriffe der Alliierten nehmen zu und beschränken sich nicht mehr nur auf große Städte, sondern auch kleinere Kommunen. Das vor einigen Monaten noch tabuisierte Thema der Kapitulation bekommt langsamen Zuspruch in der Bevölkerung. Währenddessen wird Kochan wieder krank und murmelt Sonokos Namen im Schlaf. Als er erwacht, erfährt er von der Zerstörung Hiroshimas. Wenig später fliegen mehrere Flugzeuge über die Stadt und werfen Informationszettel ab: Japan hat kapituliert. Die Neuigkeiten stören Kochan, denn er muss nun die Realität konfrontieren, in einer normalen, unbekümmerten Gesellschaft zu leben.

### Kapitel 4
Obwohl der Krieg vorbei ist, freut sich die Bevölkerung nicht auf die Zukunft. Kochans Schwester stirbt und seine tiefe Traurigkeit beweist ihm, dass er doch in der Lage ist, etwas zu empfinden. Wenig später heiratet Sonoko, ganz zur Freude Kochans. Das nächste Jahr lebt er quasi nur vor sich, weder wirklich am Leben noch tot. Er läuft unaufmerksam durch die Welt, nimmt Menschen nicht mehr wirklich wahr und vertieft sich voll und ganz in sein Jurastudium. Per Zufall findet er in der Universitätsbibliothek ein aus dem Französischen übersetztes Buch mit dem Namen „Die Macht der Frau erstreckt sich auf den Grad an Leid, den sie ihrem Geliebten auflegen kann.“ Aus unerklärlichen Gründen bereitet ihm der Titel Unbehagen.
Ein Studienkollege mit ähnlich schwachem Erscheinungsbild errät, dass Kochan noch Jungfrau ist. Er vertraut ihm an, dass er selbst Bordelle besucht und fragt, ob er ihn mitnehmen soll. Kochan geht auf das Angebot ein: Nicht zwingend, weil er sich dadurch etwas erhofft, sondern um endlich den Stempel „Jungfrau“ verlieren zu können. Den ersten Besuch legen sie auf seinen 22. Geburtstag.
Die beiden Freunde fahren mit dem Taxi zu dem Rotlichtviertel einer Armengegend. Ihnen werden zwei Prostituierte vorgestellt und sein Freund nimmt die „hübschere“, was Kochan egal ist, da er keine Präferenz hat. Er schläft zwar mit der Frau, hat aber Schwierigkeiten, seine Erektion zu halten. Am Ende schafft er es nicht, zu ejakulieren, und seine Knie zittern vor Scham, obwohl die Prostituierte ihm gut zuredet. Mit seinem Freund redet er nie wieder über den Tag.
Wochen später treffen sich Kochan, der Freund und ein weiterer Kollege namens T in Kochans Wohnung und sprechen über Proust. T nennt Proust einen Sodomiten und, obwohl Kochan genau weiß, was das bedeutet, fragt er nach, um seine „widerwärtige Natur“ nicht zu offenbaren. Als die beiden Freunde die Wohnung verlassen, fängt Kochan an, stark zu weinen, und gibt sich seit langem wieder seinen blutigen Gewaltfantasien hin.
Um sich abzulenken, besucht Kochan eine Studentenfeier, auf der die Leute freundlich und offen sind. Sie trinken, tanzen und spielen Partyspiele bis zum frühen Morgen. Während eines Spiels bemerkt Kochan eine Frau, unter deren Rock er schauen kann. Anstatt aus Höflichkeit wegzuschauen, starrt er ihr intensiv in den Schritt, „als wäre sie ein Objekt.“ Als er zu Sinnen kommt und rekapituliert, was er gerade getan hat, schämt er sich seiner „eigenen Unmenschlichkeit.“
Kochan lernt intensiv für seine zivile Prüfung und schafft es erneut, sich von sich selbst abzulenken. Eines Tages glaubt er, Sonoko in einer Straßenbahn gesehen zu haben. Zwar war es nicht Sonoko, aber dennoch fühlt er dasselbe Gefühl von Trauer, wie damals am 9. März. Die Idee, eventuell doch in Sonoko verliebt zu sein, verwirrt und erfreut ihn zugleich. Seine verdrängten Gedanken an diese kommen wieder verstärkt zum Vorschein.
Auf dem Weg zum Postwesen trifft er zufällig auf Sonoko und beide führen ein herzliches Gespräch über Sonokos Lieblingsbücher, den guten Draht zu ihrer Familie und sogar die schönen Tage, die sie erlebt haben. Kochan versteht, dass Sonoko ihm vergeben hat; seltsamerweise verletzt es ihn aber mehr, als dass es ihn freut.
Am folgenden Samstag besucht Kochan nach langer Zeit seinen Freund Kusano. Erneut hört er Sonoko hinten beim Klavierspiel, nur wirkt das Spiel dieses Mal nicht mehr unbeholfen, sondern professionell und edel. Am selben Tag ziehen sich Kochan und Sonoko allein zurück und sie fragt ihn, leicht verärgert, wieso er sie vor Jahren einfach so „weggeworfen“ habe. Kurzzeitig freut sich Kochan, dass sein Weggang sie doch mitgenommen habe, aber die Freude hält nicht lange, als er sich graduell dessen bewusst wird, wie sehr er noch an ihr hängt. Er versucht, die einseitige Trennung zu rationalisieren und wirft ihr passiva-ggressiv vor, nur kurz nach der Trennung jemand anderen geheiratet zu haben. Sonoko wirkt glücklich über ihre neue Ehe, auch wenn sie zugeben muss, dass sie ab und an Momente hat, in denen sie überlegt, was gewesen wäre. Ihr Ehemann habe dafür jedoch Verständnis und tröstet sie „behutsam wie bei einem Kind.“ Kochan bittet sie, sich mit ihm im Privaten zu treffen, und auch wenn sie erst zweifelt, wegen ihres Ehemannes und ihrer Reputation, gibt sie nach, als er ihr vorgaukelt, sie nehme „das alles zu ernst.“ Dass er selbst in Wahrheit verzweifelt ist, sie wiederzusehen, verschweigt er.
Seit der Nacht mit der Prostituierten hat Kochan Frauen gemieden. Mit der Ankunft des Sommers werden aber auch seine sexuellen Triebe wieder größer. Mittlerweile masturbiert er trotz versuchter Ablenkung mehrere Male am Tage zu seinen Fantasien. Um seine Neigungen zu verstehen, liest er die Theorien von Magnus Hirschfeld, einem Sexualwissenschaftler und Mitbegründer der ersten Homosexuellenbewegung. Obwohl er glaubt, seine Triebe auf intellektueller Ebene nun verstehen zu können, hilft es ihm beim Unterdrücken dieser wenig. Er glaubt, seine Seele gehöre Sonoko, die er nicht als Frau, sondern als Repräsentation des Normalseins liebt.
Über das folgende Jahr treffen sich Kochan und Sonoko mehrere Male. Jedes Treffen ist kurz und harmlos, trotzdem fühlt sich Kochan jedes Mal glücklich, egal wie oberflächlich die Gespräche waren. Eines Tages ändert sich der Ton zwischen beiden und Sonoko äußert Verwunderung, wieso sich beide überhaupt noch treffen und ob das lange gutgehen könne. Kochan tröstet sie, es sei nichts schlimm daran, wenn sich zwei Freunde ab und an Mal sehen und auch wenn sie ihm anrechnet, sich jedes Mal vornehm verhalten zu haben, hat sie dennoch Angst, wohin das ganze in Zukunft führen könnte. Sonoko gesteht, sie sei so sehr von Schuld geplagt, dass sie überlegt, sich taufen zu lassen. Ihre Worte bewegen sich immer mehr in die Richtung, ihre Liebe zu gestehen, doch bevor sie da ankommt, stößt Kochan aus Versehen eine Blumenvase um. Sie entschuldigen sich bei der Kellnerin, zahlen die Rechnung und verlassen das Gebäude.
Sonoko und Kochan haben noch dreißig Minuten miteinander eingeplant, sodass Kochan auf die Idee kommt, sie mit in seine Lieblingstanzhalle zu nehmen. Gestresst drücken sich die beiden durch die schwitzenden Massen und entscheiden sich, lieber ein wenig auf der Parkbank draußen zu reden. Peinlich berührt schaut Kochan nach links und rechts und sieht einen großen Tisch voller Männer. Einige von ihnen sind muskulös, gebräunt und ihre Oberkörper nur mit Tanktop bekleidet. Erneut fühlt Kochan sich sexuell zu ihnen hingezogen. Einen Moment lang ist er so gebannt von ihrem Anblick, dass er Sonokos Anwesenheit vergisst; stattdessen stellt er sich blutige, gewalttätige Sexorgien mit den Männern vor.
Sonoko schüttelt Kochan und erinnert ihn, dass sie nur noch fünf Minuten Zeit haben. Er entschuldigt sich bei ihr, sie in die warme, unwirtliche Tanzhalle gezogen zu haben, aber sie lächelt nur. Auf ihre Frage, ob er in der Zwischenzeit seine Jungfräulichkeit verloren hat, antwortet er beschämt mit ja, fügt aber noch hinzu, den Namen seiner Sexualpartnerin nicht sagen zu wollen. Beide verabschieden sich und Kochan blickt zu dem großen Tisch rüber, sieht aber, dass die jungen Männer gegangen sind.
Kochan schließt seinen Tagebucheintrag und damit den Roman mit dem Datum 27. April 1949.

## Formalia

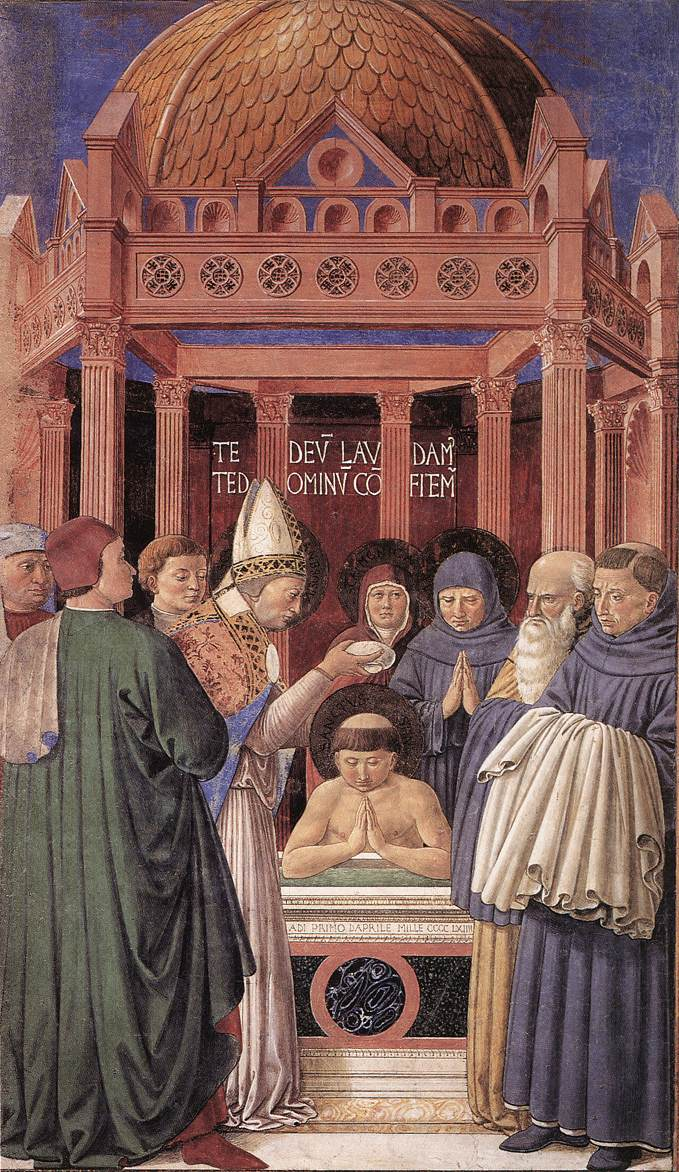
Bildnis von Augustinus bei seiner Taufe durch Ambrosius von Mailand.

### Erzählform
Bekenntnisse einer Maske ist in der 1. Person – d. h. in der Ich-Form – verfasst und etabliert damit postwendend die verzerrte Darstellung aller geschilderten Ereignisse. Zugleich nutzt Mishima diese Form, um auch die innere Gefühlswelt des Protagonisten vordergründig gegenüber der eigentlichen Umgebung erscheinen zu lassen.

### Aufbau
Der Roman ist in vier unterschiedlich lange Kapitel aufgeteilt; Kapitel 3 nimmt dabei allein die Hälfte des Buches ein. Das erste Kapitel fokussiert sich auf die Kindheit Kochans und schließt mit der Zerstörung des Familiengartens durch eine Schreinträgergruppe ab. Das zweite Kapitel behandelt seinen Eintritt in die Pubertät und schließt mit der Akzeptanz seines Heranwachsens ab. Kapitel 3 folgt dem Protagonisten durch seine letzten Jahre in der Oberschule, seine Universitätszeit und seine Liaison mit Sonoko. Kapitel 4 befasst sich primär mit der Leere, die Kochan in Folge seiner abgebrochenen Beziehung mit Sonoko durchlebt. Während Kapitel 1, 2 und 4 logisch beginnen und schließen, durchlebt Kochan in Kapitel 3 etliche Übergänge, die konventionell durch weitere Untergliederungen getrennt werden würden.
Die Erzählstruktur ist im Groben in Erlebnisse und Monologe unterteilt. Der Erzähler schildert ein einprägsames Ereignis, ordnet dieses dann in die Gefühlslage und den Kontext des Protagonisten ein und kommentiert es schließlich aus der Gegenwart. Dieser unkonventionelle Aufbau lässt die Chronologie zeitweise zusammenhangslos erscheinen und legt den Fokus des Lesers damit weniger auf die genaue Chronologie denn auf die Entwicklung der Gefühlswelt Kochans.
Einige Analytiker verglichen die Erzählweise des Romans mit denen der Confessiones, der Autobiografie des christlichen Kirchenlehrers Augustinus von Hippo, in denen dieser sein zuvor „sündevolles Leben“ rekapituliert und seinen Weg zu Gott beschreibt. Mishima bezog nach eigenen Angaben Inspirationen aus dem Werk und auch Bekenntnisse einer Maske weist einen ähnlichen Aufbau auf, indem es den Lebensweg des Protagonisten rekapituliert und auf eine Katharsis zuarbeitet, infolge derer dieser sich seiner alten Lasten entledigt und in ein „neues Ich transformiert“. Der große Unterschied zu den Confessiones besteht jedoch darin, dass Kochan besagte Transformation nie erreicht. Während in den Confessiones ein klarer dreigliedriger Aufbau vorhanden ist, nämlich ein sündevolles Leben, eine Transformation und die Reformation als Gottesgläubiger, entwickelt Mishimas Protagonist über den Verlauf nur immer weiter seine Obsessionen und kommt an seiner vermeintlichen Katharsis (der Beziehung mit Sonoko) zu dem Schluss, dass eine Transformation unmöglich ist.
Unter anderem deshalb wurde den Bekenntnissen einer Maske von Literaten bescheinigt, weniger eine wirkliche Geschichte zu erzählen als bloß einen Einblick in die tiefste Psyche des Protagonisten zu gewähren, wohlwissend, dass dieser vermutlich auch in Zukunft weiterhin versuchen wird, seine inneren Gefühle zu verdrängen.

### Sprache
Der durchdringe Ton der Narration ist der einer intellektuellen Abhandlung, mit primären Fokus auf die Gedanken und Gefühle Kochans. Handlungen bleiben durchweg sekundär zu den Gedanken, die ihnen vorausgehen oder folgen. Hierdurch verdeutlicht Mishima, dass Kochan für vieles, das ihm wichtig ist, keine Ausdrucksform zu finden scheint.
Selbst Beschreibungen sind in der Erzählung nicht objektiv oder informativ, sondern ein Spiegel der inneren Tumulte Kochans. Ist er von einer Situation besonders berührt – sei es positiv oder negativ – wechselt die Sprache von intellektuell zu leidenschaftlich: die zum Teil banalsten Nebensächlichkeiten werden detailliert und romantisiert umschrieben. Die Gewaltfantasien Kochans schildert er stets in einem hochpoetischen Duktus, gefärbt durch Selbsthass.
Scham ist ein signifikanter Teil des inneren Tumultes Kochans und färbt als solcher auf jeden Teil der Erzählung ab. Selbst wenn es erst einmal wirkt, als ob Kochan seine Situation rational und gefasst erfasse, interveniert Kochan aus der Gegenwart und enthüllt seine Scham- und Schuldgefühle unter seiner Fassade. Und selbst wenn nichts explizit gezeigt wird, kann der Leser die Unsicherheit und den Selbsthass Kochans erkennen, wenn dieser sein Verhalten vehement zu rationalisieren versucht.

## Motive

### Identität
Wie schon durch den Titel impliziert, handelt der Roman von den Modi, durch die Kochan seine Identität präsentiert oder verhüllt. Seine wahre Identität ist eine solche, die sein Umfeld anstößig fänden, ergo bedient er sich seiner Persona (die Maske), durch welche er sich Akzeptanz erhofft. Da ihm die inhärenten Verhaltensweisen seines Umfelds nicht zustehen, lernt er diese, indem er die Gestik und Mimik seiner Schulfreunde und Bekannten studiert. Indem er seine eigenen Neigungen unterdrückt und vorspielt, „normale Neigungen“ zu haben, gelingt es ihm, die Welt des „Normalseins“ zu infiltrieren.
Die öffentliche Identität des Protagonisten ist aber nicht mehr als eine bloße Schaustellung; ihr fehlt es an Substanz. Obgleich Kochan die Anforderungen an seine Rolle versteht, versteht er die Figur, die er spielt, nicht. Er verhält sich fast fremdgesteuert, wie die Gesellschaft es erwartet, ohne zwingend die Gründe für sein adaptiertes Verhalten zu verstehen. Dadurch abstrahiert er Verhalten als funktionelle Bedingung, als etwas Beobachtbares, Quantifizierbares, sogar Steuerbares. Genau dieses erlernte, aber nicht verstandene Wissen bringt ihn auch dazu, dass er auf fast soziopathische Weise sein Verhalten benutzt, um das Verhalten Anderer fremdzusteuern; namentlich das Sonokos.
Der Autor präsentiert Identität als einen Kampf zwischen inneren und äußeren Mächten. Ein Individuum, das zu sehr aus dem gesellschaftlichen Raster fällt, wird sich schnell allein und geächtet vorfinden. Andersherum wird ein Individuum, das sich stetig verstecken muss, kaum die Möglichkeit für persönliches Wachstum finden. Bekenntnisse einer Maske ist eine Erzählung eines solchen Ungleichgewichts.

### Bilder und Schönheit
Bilder sämtlicher Art – seien es Fotografien oder Gemälde – sind die Hauptquelle, anhand derer Kochan seine Erinnerungen erläutert. In Bekenntnisse einer Maske werden diese als ultimative Quelle von Schönheit verstanden. Wie aber aus dem Epigraph von Fjodor Dostojewski zu Anfang deutlich gemacht wird, ist Schönheit nicht an Moral geknüpft und kann somit sowohl gut als auch böse sein. Vereinfacht ausgedrückt: Schönheit kann sowohl in etwas Unschuldigem wie dem Lachen eines Kindes als auch in etwas Destruktivem wie den Rauchschwaden einer Explosion gefunden werden. Die Idee der Schönheit als etwas moralisch ambivalentes zeigt sich an mehreren Stellen des Romans, beispielsweise wenn Kochan Schönheit in einem toten Klassenkameraden oder in mit Exkrementen verschmierten Hosen findet.
Kochan selbst sieht Schönheit augenscheinlich in Phänomenen, Objekten und Personen, die in irgendeiner Weise am Verwesen sind – je weiter vorangeschritten die Verwesung, desto stärker fühlt er sich zu ihnen hingezogen. Dieses Element greift Mishima ein weiteres Mal im Tempelbrand (1956) auf, einer Erzählung über einen stotternden Mönch, der derart fasziniert von dem Anblick des Kinkaku-ji ist, dass er diesen niederbrennt. In Mishimas Weltbild führt Schönheit zwangsläufig zu einer Obsession und muss demnach zerstört werden, bevor sie das Selbst korrumpiert.

### Natur versus Erziehung
Die Sexualität Kochans wird explizit mit Bildern, Geräuschen und Gerüchen der Natur verbunden. Seine sadistischen Impulse hingegen erinnern an den darwinistischen Kampf ums Überleben. In diesem Lichte erscheinen seine Zwänge wie die eines Tieres, suggerierend und rationalisierend, dass es sich bei ihnen nicht um mentale Abweichungen, sondern um Überbleibsel der eigentlichen menschlichen Natur handelt. Während die Gesellschaft Kochans Neigungen als unnatürlich, abnormal oder normwidrig ansieht, sind sie seinem Charakter inhärent: sie existieren als Teil seiner menschlichen Natur.
Indem Kochan seine inneren Kämpfe mit Ideen aus der Natur vergleicht, legitimiert er seine „Abnormalität“ gegenüber dem Leser. Er behauptet, kein Monster zu sein, sondern ein völlig normaler Mensch, wenn auch mit unkonventionellen Charakterzügen. Die Logik dahinter ist, dass der Protagonist sich seine Vorlieben nicht ausgesucht hat und folglich auch nicht für diese verurteilt werden sollte. Interessanterweise lebt Kochan seine morbiden Vorstellungen die ganze Erzählung über nie aus. Dies demonstriert den Grad, bis zu dem es dem Menschen möglich ist, sein eigenes Selbst zu verleugnen.

### Kindheit und Erinnerungen
Kindheit und Erinnerungen stehen im klaren Mittelpunkt des Romans: schließlich wird die Geschichte aus der Gegenwart in Form von Erinnerungen an alte Ereignisse wiedergegeben und die Art und Weise, wie sich Kochan an besagte Ereignisse erinnert, sind tief in seiner Kindheit verwurzelt.
Die Erinnerungen an seine Kindheit haben besonders hohes Gewicht, denn sie bilden den Ursprung für Kochans spätere Obsessionen, Eigenheiten, dunkle Gedanken und sexuelle Impulse. Zugleich werden diese Erinnerungen dem Leser in einer nichtlinearen, chaotischen Weise präsentiert. Dadurch bekräftigt Mishima, wie der Protagonist zwar von klein an mit diesen Eigenschaften zu kämpfen hatte, sie jedoch nicht einordnen oder artikulieren konnte:

„Mit meinen vier Jahren starrte ich den Latrinenreiniger mit ungewöhnlicher Aufmerksamkeit an. Hier offenbarte sich zum ersten Mal eine Macht, deren Bedeutung ich damals noch nicht kannte: Eine dunkle, geheimnisvolle Stimme rief nach mir. Dass sie sich als Erstes in der Person des Latrinenreinigers manifestierte, hatte etwas Allegorisches. Kot und Urin stehen ja als Symbol für die Erde. Es war zweifellos die böswillige Liebe der Mutter Erde, die nach mir rief.“

Kochan ist noch zu jung, um das Konzept um Sexualität zu verstehen. In seinem Unterbewusstsein fixiert er seine Faszination jedoch auf die Hose des Mannes, anstatt des sexuelleren Aspektes seines muskulösen Torsos. Und auch generell ist Kochan unerklärt zu phallischen Symbolen hingezogen:

„Ich erinnere mich noch, dass ich mein Verlangen auf zwei Dinge richtete: Zum einen waren es seine blauen Unterhosen […]. In den blauen Hosen zeichnete sich seine untere Körperpartie deutlich ab. Mit ihren geschmeidigen Bewegungen schien sie direkt auf mich zuzukommen. Ich spürte eine unbeschreibliche Zuneigung für diese Unterhosen. Warum das so war, wusste ich nicht.“

Psychoanalytiker wie Jacques Lacan formulierten die These, dass – ähnlich wie bei ihren Körpern – auch die Sehnsüchte von Kindern nicht völlig ausgeformt sind: Sie seien eine bloße Ansammlung zielloser Impulse, die nicht durch Sprache ausgedrückt werden können. In ähnlicher Weise sind auch Kochans Kindheitstriebe artikuliert in durcheinandergeworfenen, seltsamen und augenscheinlich unzusammenhängenden Erinnerungen. Faktisch besteht der gesamte Roman aus Impulsen, derer Kochan sich erinnert, und bloß umrandeten Sehnsüchten, die in einem unkonventionellen Schreibstil ausgedrückt werden, um ihre Natur als etwas außerhalb der Norm stehendes darzustellen.

### Tod und Sexualität

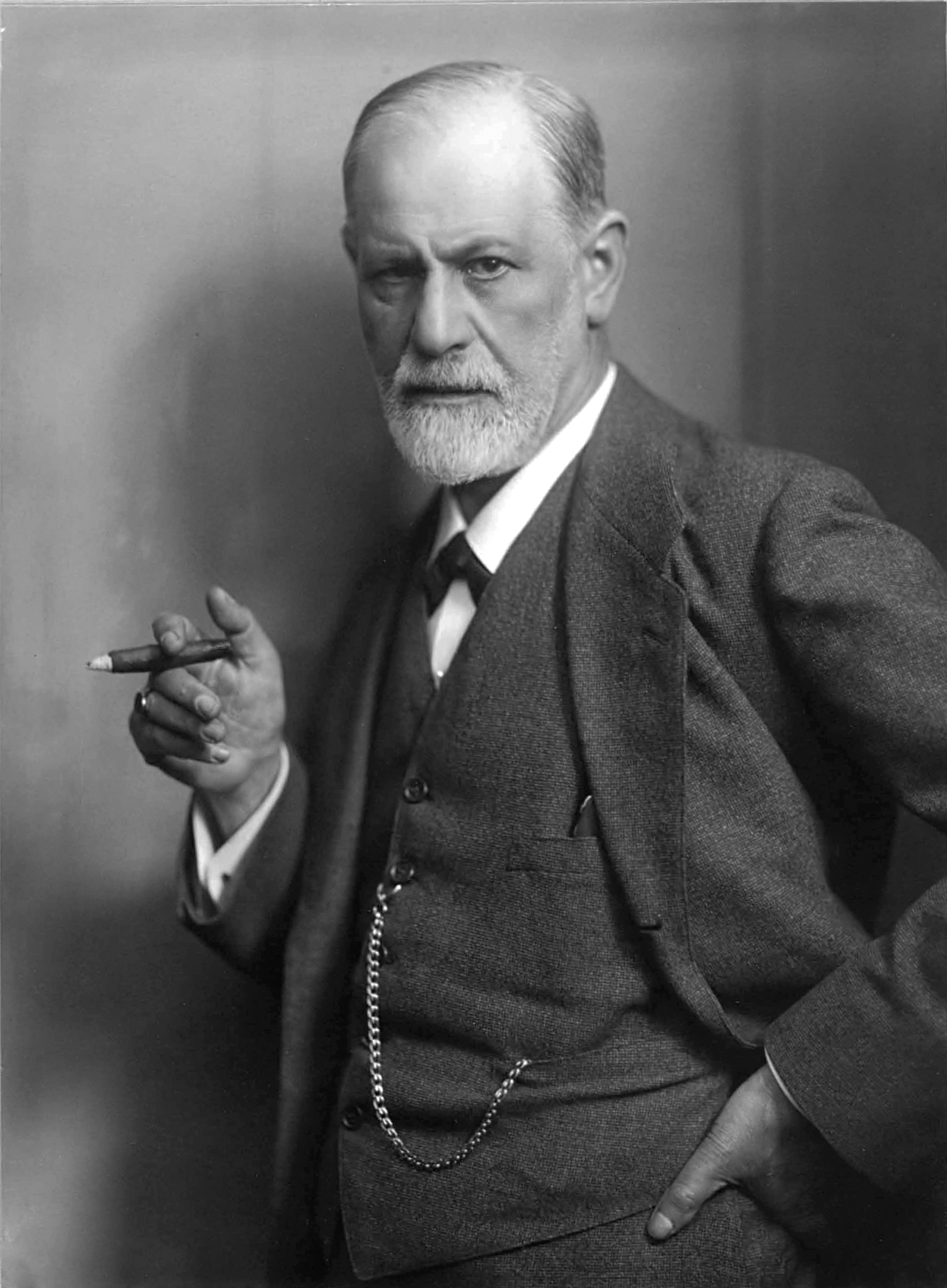
Schon Sigmund Freud (hier 1921) begründete die Theorie nach dem Lebens- und Todestrieb.

Kochan betrachtet Sexualität nicht im klassischen Sinne als Werkzeug der Fortpflanzung und der Lust, stattdessen steht sie in enger Verbindung mit dem Tod. Da Masturbation die einzige bildliche Beschreibung eines sexuellen Aktes darstellt, ist der Fortpflanzungsaspekt der Sexualität gänzlich abwesend.
Der Roman enthält keine klassischen Sexszenen; Sex als Thema findet nur in Kochans Gedanken statt und dies immer in Verbindung mit dem Tod:

„Ich baute mir unter dem unvergesslichen Eindruck, den die Beschreibung des Kolosseums in Quo Vadis hinterlassen hatte, mein eigenes Mordtheater. Nur zu meinem Vergnügen opferten dort junge römische Gladiatoren ihr Leben. Sie starben in Lachen von Blut, und alles musste einem genauen Zeremoniell folgen. Ich interessierte mich für diverse Formen der Hinrichtung und für die entsprechenden Henkerswerkzeuge. Folterinstrumente und Galgen sparte ich allerdings aus, da dort kein Blut zu sehen war.“

Das Zitat macht klar, dass für Kochan Schauspiel und Theatralik zentrale Elemente seiner morbiden Sexualität darstellen.
Die enge Verbindung zwischen Leben und Tod bzw. zwischen Sexualität und Tod ist kein neues Konzept. Bereits Sigmund Freud theoretisierte zwei gegensätzliche Impulse – genannt Lebenstrieb und Todestrieb. Ersterer äußere sich in verschiedenen unterbewussten Drängen – wie dem Drang nach Essen, nach Reproduktion etc. – und stellt sicher, dass des Menschen Priorität sein Überleben ist. Gleichzeitig umfasse die menschliche Psyche aber auch einen Todestrieb, durch den wir den Drang verspüren, zu unserem anorganischen Zustand zurückzukehren. Basierend darauf äußert Mishima die These, dass beide Triebe untrennbar miteinander verknüpft sind.
Ein prominentes Beispiel für die Beziehung zwischen Sex und dem Tod ist das Bildnis des heiligen Sebastian. Dieser wirkt in Kochans Beschreibung friedfertig und nahezu einverstanden mit seinem Schicksal, obwohl mehrere spitze Pfeile (die zudem als phallische Symbole gedeutet werden können) seinen Körper durchbohren. Das Bildnis ist zu vieldeutig beschrieben, um für den Leser verständlich zu machen, ob der Heilige schmerz- oder/und lusterfüllt ist und von dieser Vielfältigkeit macht Mishima Gebrauch, um die beiden Extreme in Kochans Leben zu porträtieren.

### Freier Wille
Da Kochan die meiste Zeit in seiner Rolle verharrt, kann argumentiert werden, er verbringe mehr Zeit damit, einem metaphorischen Drehbuch zu folgen und weniger damit, eigene Entscheidungen zu treffen. In seiner Rolle der Normalität sind seine Entscheidungen limitiert auf solche, die die Gesellschaft akzeptiert. Beispielsweise kann er nicht einfach eine Beziehung mit einem Mann anfangen, ohne abgestoßen zu werden.
Das Problem ist zusätzlich, dass der Protagonist die Verhaltensweisen seiner Mitmenschen zwar observieren kann, diese aber nicht versteht. Dadurch bleibt ihm wenig Raum für eigene Improvisationen, es sei denn, er wolle Gefahr laufen, seine Maske zu lüften. Die einzigen Handlungen, die Kochan damit bleiben, sind solche, die evident nicht im Konflikt mit seiner Persona stehen.
Um aber zu beantworten, ob es sich wirklich um einen unfreien Willen oder lediglich um einen erschwerten freien Willen handelt, muss zusätzlich observiert werden, ob Kochan keine andere Wahl bleibt, als sich dem Willen seiner Maske zu untergeben. Ihm bleibt wohl die Möglichkeit, seine Homosexualität zu gestehen, doch im Hinblick auf Zeit und Ort der Geschichte, wäre dies im besten Falle unangenehm, im schlimmsten Falle desaströs. Für sein anderes Geheimnis, seinen Sadismus, gilt dasselbe; sogar, wenn er seinen Neigungen nie nachgehen sollte. Am Ende entscheidet sich Kochan also, seinen grundsätzlich vorhandenen freien Willen für Akzeptanz und Selbsterhaltung zu opfern.

## Symbole

### Bild des Ritters
Als Kind ist Kochan besessen von dem Bildnis eines Ritters, bis er erfährt, dass es sich in Wahrheit um eine Frau, Jeanne d’Arc, handelt. Die Erkenntnis stößt ihn ab. Das Bild repräsentiert die verborgenen Sehnsüchte Kochans, die er in seinem Alter noch nicht ausdrücken kann. Seine Ablehnung des Bildes lässt seine spätere Unfähigkeit. Sonoko zu lieben, vorausahnen.

### Hl. Sebastian
Das Bild des heiligen Sebastian von Guido Reni repräsentiert das sexuelle Erwachen Kochans; insbesondere, da es seine Präferenz für muskulöse männliche Körper vorausahnen lässt. Durch die ihn durchbohrenden Pfeile zeigt er auch Kochans spätere Faszination für Gewalt und Tod.

### Schule
Kochan besucht die Schule bis zu seinem achtzehnten Lebensjahr. Wegen des Krieges ist sie gewissermaßen paramilitärisch ausgestaltet: Die Studenten müssen ihren Kopf rasieren, tragen Uniformen und müssen sich „männlich“ verhalten. In der Hinsicht dient die Schule als Mikrokosmos der Welt und demonstriert, inwiefern Identitäten dem einzelnen Individuum aufgedrückt werden.

### Lederhandschuhe
Omi streichelt mit seinen Lederhandschuhen Kochans Gesicht und repräsentiert dadurch dessen ersten intimen Kontakt mit einem anderen Mann und den Beginn seiner Faszination für Omi.

### Weiße Handschuhe
Omi trägt weiße Handschuhe während des König-des-Hügel-Spiels auf der Vogelschaukel. Kochan greift Omis bekleidete Hand und bringt beide zu Fall. Die weißen Handschuhe repräsentieren dadurch den Wunsch Kochans, sich gegenüber Omi zu beweisen.

### Strand und Meer
Kochan verbringt den Sommer mit seiner Familie am Strand. Dieser verdeutlicht dessen natürliche Impulse: wild und unnachgiebig.

### Fabrik
In seiner Universitätszeit arbeitet Kochan in einer Flugzeugfabrik. Sie repräsentiert den sozialen Vertrag, der Individuen zu Tätigkeit nötigt, die im Kontrast zu ihrem ureigenen Interesse stehen.

### Bordell
Kochan besucht das Bordell auf Anraten seines Freundes. Dort wird er zwar intim mit der Prostituierten, kann seine Erektion aber nicht lange halten und entfernt sich beschämt. Das Bordell repräsentiert damit seine größte Angst: Die Erkenntnis, dass er nicht „normal“ sein könne.

### Studentenfeier
Kochan besucht Feiern, um sich von seinen inneren Zweifeln abzulenken. Sie repräsentieren eine Welt, an der an teilnimmt, aber von der er innerlich trotzdem distanziert ist.

### Tanzhalle
Die Tanzhalle, in welche Kochan Sonoko mitnimmt, ist unerträglich warm und schäbig, aber gleichzeitig leidenschaftlich. Sie zeigt Kochans inneres Ich, welches er krampfhaft zu verstecken sucht.

## Übersicht und Kurzanalyse nach Kapiteln

### Zu Kapitel 1
Kochan scheint wenig männlichen Einfluss in seinem Leben zu haben. Seine Großmutter zieht ihn, auf seine einzigen Spielkameraden sind Mädchen, sein Vater kommt kaum vor und sein Großvater ist viel auf Reisen. Seine chronische Krankheit und die Übervorsichtigkeit seiner Großmutter isolieren ihn noch mehr von der potentiell rohen Welt anderer Jungen. Kochan wird damit wenig Möglichkeit gegeben, sich oder andere besser zu verstehen; folglich schafft er sich eine Fantasiewelt, ohne Überprüfung durch soziale Erwartungen.
Die Erinnerungen Kochans an sein erstes Bad stellt die Glaubwürdigkeit des Erzählers in Frage. Kann der Leser jemandem trauen, der „Fakten“ behauptet, die konträr zu jeglicher Evidenz stehen? Entweder ist der Geburtszeitraum des Jungen falsch übermittelt oder seine Erinnerung selbst ist fehlerhaft: Sonnenlicht scheint nicht mitten in der Nacht. Der Drang des Jungen das Märchen des ungarischen Ritters umzuändern, etabliert seine Vorliebe für Kunstgriffe. Seine Reaktion auf das echte Geschlecht des Ritters zeigt währenddessen seine Präferenz, Fantasie der Realität vorzuziehen. Dennoch sollte angemerkt werden, dass die Erinnerung des Erzählers durch die lebhafte Fantasie eines Kindes kompromittiert sein könnte.
Das Element des Schams, vor allem verbunden mit seiner sexuellen Präferenz und Geschlechtsidentität, fängt bereits in frühen Kindheitstagen prominent zu werden. Der Junge benennt seine Lust zu dem Latrinenreiniger. Währenddessen schaut er sich heimlich und lange das Bild des Ritters an, ängstlich, jemand könnte ihn dabei erwischen. Es gibt nichts anstößiges an dem Bild und dennoch hinterlässt ihm die Intensität seiner Hingabe ein Gefühl von Anstößigkeit. Deswegen adaptiert er bei seinen Cousinen die Rolle des „typischen Jungen“; er fühlt sich sonst anstößig. Bereits in frühen Kindheitstagen hat sich Kochan seine Maske aufgesetzt.
Gerüche spielen eine wichtige Rolle in der Erzählung; sie fungieren als metaphorische Verknüpfung zwischen Schuld, Sehnsucht und der Natur. Der Latrinenreiniger riecht nach Dünger. Oberflächlich ist dieser Gestank anwidernd; er ist wortwörtlich dreckig. Im Text hingegen wird der Geruch explizit mit der Erde, dem Geruch der Natur und des Lebens, verknüpft. Dies suggeriert etwas Ursächliches in der Attraktion der Jungen zu dem Mann, etwas das die gesellschaftlichen Konventionen übersteigt.
Die Homosexualität des Jungen ist dem Leser bereits im ersten Kapitel bewusst, jedoch nicht ihm selbst. Er ist bis dato zu jung und isoliert, um eine Identität zu entwickeln, geschweige denn eine sexuelle Identität. Das einzige, das er bisher entdeckt, ist die Disharmonie zwischen dem, worauf die Welt reagiert und dem, was in seinem Herzen liegt. Seine erste Begegnung mit dieser Dissonanz ist die Erkenntnis, dass es sich bei dem Ritter um eine Frau, Jeanne d’Arc, handelt. Das neue Wissen ruiniert nicht nur Kochans Fantasie, sondern ruft bei ihm sogar eine klare Abneigung auf. Die Beziehung, die er dachte mit dem Bild zu haben, basiert auf nichts. Der Ritter ist nicht in der Lage seine Hingabe zu erwidern.

### Zu Kapitel 2, Teil 1
Kochans „Spielzeug“-Metapher für seinen Penis porträtiert Sexualität als etwas Externes; ein Objekt von Interesse und Spaß, aber dennoch etwas separat von dem Selbst. Das „Spielzeug“ ist kein Arm, keine Hand, kein Fuß; es ist kein Teil von Kochans Körper, noch ist es vollständig durch seinen Willen steuerbar. Stattdessen wird das „Spielzeug“ als Dämon vorgestellt, als eine äußere Macht, die den Jungen kontrolliert und seine Entscheidungen mit Versprechen von Befriedigung beeinflusst. Dies korrespondiert mit Kochans Überzeugung seiner schicksalhaften Zukunft, auf die er kaum Einfluss hat.
Da die Zeichnungen Kochans echte Menschen darstellen, symbolisieren seine Werke eine Art symbolischen Mord. Seine Bereitschaft zu zeichnen, trotz seiner Angst- und Schuldgefühle, sprechen für seine starken, unnachgiebigen Zwänge. Obwohl der Junge verzweifelt verstehen und ausdrücken möchte, was sein Herz ihm sagt, weiß er, dass alle seine Gedanken anstößig sind. Aus Angst vor Ablehnung isoliert ihn dies nur noch mehr von den Personen, die ihm eventuell sogar Liebe und Verständnis entgegengebracht hätten.
Der heilige Sebastian repräsentiert für Kochan die perfekte Form des ungarischen Ritters. Während der Ritter immer wieder von den Toten aufersteht, kehrt Sebastian nur einmal zurück und stirbt dann endgültig für seine Prinzipien. Wenn Ruhm an den Opfern gemessen wird, die jemand bereit ist zu geben, ist der Ritter ein schlechter Held. Er opfert nichts. Sebastian hingegen ist sterblich und kann damit sein wertvollstes Geschenk darbieten: sein Leben. Es ist genau diese Wertschätzung von Sterblichkeit, die die Basis für Kochans Obsession mit dem Tod bildet.
Kochans Wahrnehmung von Omi beginnen ähnlich zu denen von St. Sebastian oder dem Ritter. Omi ist eine romantische, aber tragische Figur, die Kochan aus der Ferne bewundert. Bestenfalls startet Kochans Liebe zu Omi als Idolisierung. Als die Maske sich lüftet, bemerkt Kochan die Darstellung, die Omi geben muss, um seine öffentliche Identität aufrechtzuerhalten. Dadurch realisiert Kochan, dass er Omis Darstellung spiegeln muss. Der Umstand, dass beide Jungen gegenseitig ihre Kunstgriffe sehen und wertschätzen zeigt die blühende Intimität zwischen ihnen.

### Zu Kapitel 2, Teil 2
Wenngleich Kochan den Fokus seiner Zuneigung noch immer objektiviert, so macht er es jetzt bewusst. Er täuscht sich nicht mehr über Omis vermeintliche Perfektion. Stattdessen stellt er seine Vision des perfekten Omis auf die Probe. Wenn sich Omi plötzlich als gebildeter, nachdenklicher Junge beweisen sollte – ein Merkmal, das Kochan nicht attraktiv findet – wäre die Illusion nun ruiniert. Tragischerweise macht diese neue Attitüde jede Form romantischer Beziehungen für Kochan unmöglich. Seine Angst vor Enttäuschung hält ihn davon ab, enge Kontakte mit denen zu knüpfen, die er attraktiv findet.
Das Spiel an der Vogelschaukel repräsentiert eine traditionelle männliche Form von Intimität: Brüderschaft durch Konflikt. Der Leser wird darin erinnert, dass Omi als Objekt der Begierde zwar männlich ist, die Intimität aber nicht die zwischen einer Frau und einem Mann darstellt. Das Ereignis ist ein klassisches Male Bonding.
Auch wenn Omi stärker, schneller und gesünder ist als Kochan, bringt das Gerangel an der Vogelschaukel beide zusammen und macht sie für einen Moment gleich. Der verrückte Impuls, der Kochan dazu bringt Omi anzugreifen, ist derselbe wie von Heroismus. Er spricht für selbstverleugnende Leidenschaft, gar nicht so anders zu den vielen Fantasie-Rittern des Jungen und ihren Schlachten auf dem Kriegsfeld. Was Kochan an Stärke fehlt kompensiert er durch Mumm. Auf diese Weise bekommt er den Respekt von Omi, den er sich gewünscht hat.
Kochans Eifersucht kommt durch sein mangelndes Selbstbewusstsein. Er schätzt sich nicht wert und schätzt auch andere nicht wert, die ähnlich zu ihm sind. Intelligente, lernbegeisterte Menschen stoßen ihn ab. Stattdessen schätzt er Werte, die er nicht besitzt und auch nicht glaubt, besitzen zu können: Stärke, Gesundheit, Ausdauer. Omi ist auf diese Weise ein Symbol für die Unzulänglichkeiten Kochans. Dessen Ablehnung von Omi am Reck demonstriert damit seinen ersten Schritt im Heranwachsen, denn er beginnt sich nicht nur für das zu interessieren, was andere ihm bringen, sondern auch was er anderen bringen könnte.
Die Unfähigkeit Kochans seine Liebe zu Omi zu legitimieren zeigt den Grad, in dem die sozialen Normen hinsichtlich Liebe und Geschlechterrollen sich bereits internalisiert haben. Er empfindet seine eigenen Emotionen als fremd und weiß um seine Andersartigkeit, wenngleich er deren Signifikanz nicht verstehen kann. Dadurch entwickelt er Schuldgefühle und Hassgefühle auf seine Unfähigkeit „normal“ sein zu können.
Kochan wächst emotional durch seine Erfahrungen mit anderen, vor allem Omi. Omi ist in seinen Augen der „Leuchtturm“ für seine Reise ins Erwachsensein. Indem er versucht Omi nachzuahmen, wächst er. Seine Hingabe zu Omi transformiert er in eine Hingabe zu seinem eigenen physischen Dasein. Omis Achseln bekommen seine Achseln. Indem er Omis Traurigkeit sieht, entwickelt er die soziale Fähigkeit der Empathie. Durch Omis Weggang hat er mithin die Möglichkeit, sich durch diese neu gefundenen Fähigkeiten zu entwickeln.
Seine Beschäftigung mit dem Tod wird infolge seiner Anämie-Erkrankung stärker. Dadurch suggeriert Mishima, dass Kochans sadistische Impulse in Verbindung mit den Gefühlen seiner Unzulänglichkeit stehen. Seine Fantasien werden detaillierter und brutaler; erstmals ist der Junge selbst Aggressor in Form eines Mörders und Kannibalen. Es ist wohl kaum Zufall, dass das Opfer seiner Fantasie Athleten sind. Der kränkliche Junge sehnt sich nach einem Narrativ, in dem er der starke, der „Sieger“ ist. Den Athlet zu essen ist der letzte Schritt: er nimmt die Stärke seines Opfers wortwörtlich in sich auf.

### Zu Kapitel 3, Teil 1
Kochans Pubertät ist atypisch. Während die meisten Jugendlichen ihre Zeit nutzen, um sich selbst zu finden, ist er mit dem genauen Gegenteil beschäftigt – zwanghaft normal sein. Dies ist die im Titel erwähnte Maske. Obwohl Kochan sein Selbst schon gefunden hat, muss er diese Individualität noch in den sozialen Kontext setzen. Da es keine soziale Nische zu geben scheint, die ihn aufnehmen würde, muss er seine Seele schmerzhaft verzerren, um Akzeptanz zu erfahren.
Der Wahn Kochans wird durch seine internalisierten sozialen Normen gefärbt. Er weiß, dass sich Jungen zu Mädchen hingezogen fühlen – folglich ist es nicht die Gesellschaft, sondern er, der falsch liegen muss. Er hat ohne es zu realisieren ein Wertebild ungeprüft übernommen, das seine Identität als Homosexueller komplett auslöscht. Seine Neigungen werden damit immer im Gegensatz zu dem stehen, was er als „normal“ kennt. So entsteht Schuld und dadurch entsteht Scham.
Da ihm durch seine Maske seine Selbstfindung unmöglich war, konnte er nie eine Verbindung zwischen Sex und Liebe herstellen. Sein Verständnis beider Konzepte basiert auf den sozialen Normen einer dominierend heterosexuellen Kultur. Simultan kämpfen seine Hormone in ihm drin und treiben ihn zu Handlungen, die er als „abstoßend“ empfindet.
Die Kultur, in der Kochan aufwächst, ist alles andere als liberal. An mehreren Stellen wird der Leser erinnert, dass Japan im Krieg ist. Die Schule selbst ist eine Miniatur dieser Welt und vor allem das Schulmotto „Sei leicht und männlich“ suggerieren Ideen, die zumindest oberflächlich konträr zu Kochans Homosexualität stehen. Es ist eine Welt obligatorischer Konformität. Dadurch wird es auch einem neuen Leser, einem der in wesentlich toleranteren Zeiten aufgewachsen ist, möglich, Kochans Maske zu verstehen.
Wie viele Jugendliche schämt sich der Junge für seinen Körper. Seine chronischen Krankheiten haben ihn dünn und blass gemacht. In keiner Weise ähnelt er seinen eigenen Standards an Schönheit, wodurch er sich jeder attraktiven Person gegenüber als unwürdig erachtet. Yakumo beispielsweise traut er sich bis zum Ende nicht anzusprechen. Im Hinblick auf die ohnehin nur limitierten Homosexuellen in Japan, geschweige denn die offen Homosexuellen, nimmt die Schüchternheit Kochans tragische Züge an. Das Schicksal scheint tatsächlich gegen ihn zu spielen.

### Zu Kapitel 3, Teil 2
Kochan wird zwar erwachsen, denkt aber immer noch wie ein Kind und überlässt wichtige Entscheidungen anderen Menschen. Nicht nur wählt sein Vater seinen Studiengang aus, er kümmert sich auch nicht um seinen zukünftigen Militärdienst. Er möchte sterben, aber nur wegen der erdrückenden Schwere erwachsener Verantwortung. Indem er sich ganz dem Schicksal hingibt, versucht er seine halbwegs unbeschwerte Kindheit künstlich zu verlängern. Seine Sehnsucht nach dem Tod ist in der Essenz seine Sehnsucht zu einer Zeit ohne Verantwortung zurückzukehren.
Auch als Mann hat Kochan keine Mittel seine Sexualität auszudrücken. Er spielt nach wie vor eine Rolle, die er nicht versteht und die von der Wahrnehmung anderer Personen geformt wird. Bei allem was er tut lebt er in Angst, sich selbst zu betrügen. Der sicherste Weg für ihn bleibt also, sich dem Willen anderer unterzuordnen; die, die ihn definieren, sollen ihn auch steuern.
Seine Konzepte von Tod und Heroismus werden mit der Realität des Krieges vermengt. In der echten Welt des Japans 1944 gibt es Abkopplung zwischen den Tötenden und den Getöteten. Ganze Familien werden ohne Weiteres durch Luftangriffe getötet, unheroisch und ohne ihre Angreifer jemals gesehen zu haben. Währenddessen helfen Fabrikarbeiter bei der Konstruktion der Todesmaschinen, ohne selbst Hass oder Mordlust zu verspüren. Der Tod ist nicht das sexuelle, romantische Märchen von Kochans Geschichten, sondern eine kalte, distanzierte Sache, völlig losgelöst von der erwarteten Leidenschaft.
Indem er die Militärsärzte anlügt trifft Kochan seine erste eigene, wichtige Lebensentscheidung. Konfrontiert mit der Realität des Krieges und des Todes, wählt er die Alternative und realisiert dadurch etwas, das ihm zum gewissen Grad schon immer bewusst war: Er will nicht sterben. Der Prozess dieser Realisation ist schwierig, denn ihre Implikation ist erschütternd: während er vorher sicher war, seine Maskerade nur für ein kurzes Leben aufrechterhalten zu müssen, ist er nun mit den Konsequenzen seines echten Selbst konfrontiert.
Kochans Hingabe zu Sonoko ist verständlich, denn für ihn repräsentiert sie Normalität, Akzeptanz und die Möglichkeit echter Liebe. Seine Reue kommt erst mit der Realisation, dass er ihre Liebe nicht wirklich erwidern kann. Unzweifelhaft verehrt er sie und würde sich vermutlich auch eine Platonische Liebe mit ihr wünschen, aber er versteht langsam, dass Sex und Liebe miteinander verbunden sind und seine Gefühle gegenüber Sonoko damit zwar echt, aber nicht romantisch sind.

### Zu Kapitel 3, Teil 3
Kusano ist die literarische Kontrastfigur zu Kochan. Während Kusano aus Angst vor dem Schicksal seiner Familie nicht schlafen kann, ist es Kochan egal. Während des Treffens redet Kusano sein eigenes Leid klein und äußert stattdessen authentische Sorgen um seine Freunde und Familie. Kochan hingegen ist egoistisch und betrachtet die Dinge nur so, wie sie ihn persönlich betreffen würden. Als Sonoko beispielsweise ankündigt, mit ihrer Familie ins Exil zu flüchten, ist Kochan verletzt, anstatt sich um die Sicherheit seiner Partnerin zu freuen.
Bei seinem Treffen mit Sonoko grenzt sein Umgang an Soziopathie. Anstatt sich ihr in einer echten und bedeutenden Weise anzuvertrauen, manipuliert er sie, um ihr Verhalten zu seinem Vorteil zu nutzen. Seine Bereitschaft Sonoko als „Schutzschild“ zu verwenden, zeigt wie er nicht ihre besten Interessen im Kopf hat. Seine primären Sorgen drehen sich um das Aufrechterhalten seiner Maske. Sonoko ist in der Hinsicht die überzeugendste Maskerade, die er sich wünschen. Sie ist seine Freundin, die Kochans Normalität nach außen zeigt.
Wenngleich seine Bewunderung von Sonoko vergleichbar ist mit der zu St. Sebastian oder Omi, ist die Art der Bewunderung fundamental anders. Er hat keine Sehnsüchte zu der liebeskranken Sonoko. Er bewundert sich, verehrt sie sogar, aber sie ist trotzdem nicht sein präferiertes Geschlecht. Wie seine andere Idole macht Sonokos Exzellenz sie in seinem Kopf fähig für eine Opferung. Der Unterschied besteht indes darin, dass Sonoko sich ihr Schicksal als Märtyrer nicht aussucht, wodurch sie weniger ein „Held“ als ein „Opfer“ ist.
Das Lügen fällt Kochan mittlerweile nicht mehr schwer. Er hat sich so lange hinter seiner Maske versteckt, dass die List ihm mittlerweile inhärent ist. Als er zur Schule zurückkehrt und der einzige ist, der eigentlich nicht krank genug ist, um sich dem Wehrdienst zu entziehen, lügt er über angebliche Herzerkrankungen. Er schämt sich über seine Symptome gelogen zu haben und damit seiner Pflicht für das Land entgangen zu sein. Auf all dieser Scham stapelt sich die Scham seiner Sexualität. Jede geäußerte Lüge vergrößert seinen Scham und seine Angst, entdeckt zu werden; es entsteht ein endloser Kreis.
Verleugnung ist Kochans einziger Schutz vor sich selbst. Er rationalisiert alles, was er denkt und fühlt und redet sich selbst ein, in Sonoko verliebt zu sein. Er überzeugt sich, dass Liebe und Sex getrennt voneinander sind, seine Gewaltfantasien normal seien und seine Gleichgültigkeit gegenüber seiner Familie im Krieg zu erwarten sei. Er möchte sich nicht als ängstlich, belanglos oder egoistisch betrachten, demnach rationalisiert er jede seiner Taten. Sein wiederkehrendes Schuldgefühl und sein Drang alles zu rationalisieren, indiziert hingegen, dass Kochan sehr wohl richtig von falsch unterscheiden kann.
Am Ende realisiert er seine fehlende Liebe zu Sonoko. Trotz allem besteht immer noch die Möglichkeit, dass er den Mut findet, Sonoko vor einem unausweichlichen Herzbruch zu bewahren. Umgekehrt kann argumentiert werden, dass wenn er Sonoko weiter täuscht, weiter für seine Zwecke nutzt, sein wiederkehrendes Schuldgefühl seine volle Kenntnis seiner Missetaten ausdrückt.
Kochan fühlt sich am wohlsten, wenn er glaubt, seine Aktionen kämen ohne Konsequenzen. Er findet es einfacher Sonoko über Briefkontakt zu umwerben, denn sie ist nicht zugegen, um ihn für das Gesagte zur Rechenschaft zu ziehen. In Sonokos Abwesenheit sind Worte nicht realer als seine Fantasien. Auch deshalb blickt er so hoffnungsvoll dem Tod entgegen: ein Mann ohne Zukunft hat keine Angst vor dem Morgen.

### Zu Kapitel 3, Teil 4
Die Bedeutung, die Kochan dem Küssen beilegt, kommt durch seine Sehnsucht normal zu sein. Sein Erlebnis mit Chieko ist demnach ein kritischer Moment in seiner Entwicklung: obwohl er überzeugt ist sie küssen zu wollen, lässt ihn die Erfahrung kalt. Es war seine Hoffnung, der Kuss würde etwas in seinem Inneren anregen und ihm die Möglichkeit geben, die Gefühle eines „normalen“ heterosexuellen Mannes zu verstehen. Seine Unfähigkeit diese Normalität zu erreichen bildet die Grundlage für seinen späteren Kuss mit Sonoko.
Kochans Panik davor, Sonokos Fotografie zu verlieren, verläuft parallel zu seiner Angst Sonoko selbst zu verlieren. Obwohl er sie nicht lieben kann, ist seine Neigung zu ihr echt. Tragischerweise werden seine Gefühle zu ihr aber durch ihr Symbol vermengt. Für Kochan repräsentiert Sonoko Liebe, Normalität und Glück, das anderen leicht zu fallen scheint. Jeder Schritt von Sonoko ist ein Schritt von seiner Hoffnung. Ohne sie fürchtet er, nie den Frieden verspüren zu können, den Andere genießen können.
Losgelöst von seiner Homosexualität ist Kochan nicht bereit für Ehe oder Vaterschaft. Er hat sich mühsam beigebracht eine Rolle zu spielen und ein Mitglied der Gesellschaft zu sein, ohne seine Rolle wirklich zu verstehen. Alle seine Beziehungen basieren folglich auf Lügen und falschen Vorstellungen. Dieses Doppelleben hinter seiner Maske lebte er schon so lange, dass sogar er selbst sich nicht mehr verstehen kann. Der Vergleich seiner Angst vor der Ehe mit der kindlichen Angst vor der Dunkel ist demnach passend, denn er selbst sieht sich als Kind, unwissend um die Welt und verängstigt vor dem Ungewissen. Bemerkenswert ist auch, dass er Sonoko das Heiratsversprechen durch Fingerkreuzen macht – ein kindliches Ritual von Versprechen. Damit ist das Versprechen auch nicht mehr als das: ein kindliches Versprechen.
Eine Lüge zu leben bedeutet auch in Paranoia zu leben. Seine Angst ist mittlerweile solch eine Gewohnheit, dass er dauerhaft im mentalen Zustand eines umstellten Tieres lebt und sich folglich nur weiter isoliert. Obwohl er zu Sonoko als Symbol der Hoffnung hingezogen ist, fühlt er dasselbe nicht für ihre Familie. Er fürchtet sich vor ihrer Prüfung seiner Motivation. Selbst Kusano, sein bester Freund, ist eine Quelle der Angst für Kochan. Nur mit Sonoko allein fühlt er sich sicher und entspannt. Sie ist für ihn eine Ausflucht aus seiner Welt voller Angst und Konsequenzen.
Kochan fühlt sich nur so lange wohl, solange es seinem „Skript“ entspricht. Wenn sich die Umstände wie erwartet entwickeln, ist alles gut. Nur muss Kochan realisieren, dass das Leben voller Änderungen und Umbrüchen ist. Menschen haben Erwartungen, sie verurteilen und interpretieren. Alles, was er mit Sonoko tut, betrifft auch ihre Familie und folglich interessiert sich diese für ihn. Situationen kommen auf, die sich außerhalb des „Skripts“ abspielen; sein erster Instinkt in solchen Situationen ist es sich zurückzuziehen.
Der Höhepunkt ist sein Eingeständnis, dass seine Liebe für Sonoko ihn zwingt, sie loszulassen. Er demonstriert damit zum ersten Mal, dass es ihm sehr wohl liegt zu lieben, indem er die Interessen einer anderen Person vor seine eigenen stellt. Gleichzeitig ist es ein tragischer Moment, denn er muss seinen einzigen Ausblick auf Hoffnung gehen lassen. Deutlich wird es in seinen zitternden Händen, als er den Trennungsbrief zur Post bringt.
Im Anbetracht all dieser Umstände verlangt seine Trennung von Sonoko bemerkenswerten Mut. Dennoch bleibt sein Verhalten kindisch. Sein erster Instinkt ist es, seine Mutter um eine Ausrede zu bitten, ähnlich wie ein Kind, das eine Krankheit simulieren möchte, um nicht zur Schule gehen zu müssen. Seine Trennung mit Sonoko erfolgt nicht in Person oder mit der Erklärung, die sie wohl verdient hätte. Stattdessen beendet er die Beziehung feige stellvertretend durch ihren Bruder Kusano. Alle seine Taten sind so ausgeklügelt, dass sie die Auswirkung der Konsequenzen minimieren.
Fast sein gesamtes Leben war Japan im Krieg. In diesem Kontext hat er folglich auch seine Identität konstruiert; sein Verständnis der Welt hat Krieg als universellen Fakt des Lebens akzeptiert. Indem der Krieg endet und sich die Welt ändert, fürchtet er seine vorsichtig aufgebaute Camouflage könne nun ihre Funktion verlieren. Wie eine „weiße Motte im Winter“ hat er nun Angst, dass seine „weißen Flügel“ vor dem grünen Frühling „hervorstehen werden.“ Er weiß nicht, wie er sich in dieser „neuen Welt“ zu verhalten hat.

### Zu Kapitel 4
Mit dem Ende des Krieges und dem Ende seiner Beziehung trägt Kochan nun weniger Verantwortung. Mit diesen Verantwortungen schwindet auch sein Wunsch zu sterben, denn der Tod war seine Flucht vor der Last des Erwachsenseins. Sein Studium fungiert als perfekte Ablenkung: als Student muss er nur das tun, was ein Student tut und selbst wenn er mit dem Lernen übertreibt, sehen ihn Leute als fleißigen Studenten. Es bleibt letztlich aber nicht mehr als eine andere Maske.
Leider kann Kochan der Internalisierung sozialer Erwartungen nicht entkommen. In seinem Alter haben die meisten Männer ihre Jungfräulichkeit verloren und da er sich zu ihnen zählen kann, fühlt er sich nur „wie ein halber Mann.“ Dies exemplifiziert wie „die Identität eines Erwachsenen“ vermeintlich durch die Sexualität definiert wird. Da Kochan keinen heterosexuellen Sex haben kann, ist ihm in seinen Augen das völlige Erwachsenwerden versperrt.
Der Vorfall mit der Prostituierten repräsentiert zugleich die Grenze seiner Maskerade. Er kann sich und andere zwar täuschen, aber wenn er mit der Realität konfrontiert wird, Sex mit einer Frau zu haben, kann er seine Maske nicht aufrechterhalten. Obwohl er Beweise und Erklärungen von Homosexualität in Philosophie, Kunst und Literatur findet, wird ihm im Umgang mit seinen Mitmenschen immer noch deutlich, wie verstoßen diese eigentlich ist.
Der Rückfall in seine Liebe zu Sonoko ist Resultat des Vorfalls mit der Prostituierten. Überzeugt seine Männlichkeit beweisen zu müssen, wird er erneut von seinem alten Symbol der Hoffnung gejagt: der Möglichkeit nach heterosexueller Liebe. Bemerkenswert ist, dass diese Hoffnung mit demselben Grad an Trauer wiederkommt und damit indiziert, dass Kochan diese Hoffnungslosigkeit seines Unterfangens bewusst ist.
Sonokos Fähigkeit das Klavier zu spielen, zeigt ihre Reife. Kochans Beschäftigung mit Sonoko zeigt hingegen, wie er in seinem Wachstum stehengeblieben ist. Seine vorgefertigten Entschuldigungen an Sonko indizierten, dass er nicht bereit ist eine offene, ehrliche Freundschaft zu ihr zu führen. Seine Wahrnehmung von Sonoko bleibt weiterhin die eines Ideals, anstatt der eines Freundes oder Geliebten.
Sonokos Sorgen und ihr abgebrochenes Geständnis suggerieren, dass sie nach wie vor in Kochan verliebt ist. Dieser fühlt zwar eine Form des inneren Friedens in ihrer Nähe, scheint aber immer noch kein Gefühl für Sonokos Unsicherheiten entwickelt zu haben. Ihre kurzen, unregelmäßigen Treffen geben ihm ein Gefühl von Normalität, aber für Sonoko repräsentieren sie etwas anderes, ernsthaftes. Dass Sonoko so leicht durch Kochans Faszination für die Männergruppe verunsichert wird, zeigt wie die beiden nicht auf einer Wellenlänge sind.
Die Geschichte endet ungelöst: Er ist immer noch schwul, immer noch versteckt und immer noch gegen seinen Willen in sadistische Fantasien versessen. Es erscheint, als ob es keinen anderen Weg geben kann und wird. Gefangen zwischen der Gesellschaft und seinen Neigungen verbleiben Kochan kaum Möglichkeiten. Solange er keinen Weg findet, seine verbotenes inneres Ich auszuleben, ist er gezwungen, seine Neigungen zu verleugnen.

## Wichtigste Charaktere
Bei der Analyse der Charakter aus Bekenntnisse einer Maske ist wichtig zu beachten, dass alle Charaktere aus Sicht des Protagonisten Kochan geschildert werden. Kochan selbst unterscheidet sich in die titelgebende „Maske“ (seine Persona) und sein Inneres Ich.

### Kochan
Kochan ist der Protagonist der Erzählung und in Anbetracht der zahlreichen Parallelen zu Yukio Mishima wohl auch dessen Alter Ego. Er ist zugleich der einzig wirklich relevante Charakter der Geschichte, da alle Geschehnisse durch ihn wiedergegeben und zwangsläufig verfremdet werden.
Sein ganzes Leben ist er durch verschiedene Krankheiten geplagt, die ihn schwächlicher und schüchterner machen als die meisten Jungen seines Alters. Früh bemerkt er auch eine intensive Faszination für Schönheit, Stärke und den Tod, welche sich in seinem späteren Leben weiter intensiviert. Diese Faszination steht indes im konstanten Konflikt mit seinem Wunsch durch die Gesellschaft akzeptiert zu werden. Hierdurch wird Kochan zunehmend zynischer und wenngleich er nach außen einen freundlichen, wenn auch schüchternen Eindruck macht, analysiert und kritisiert er die Personen seines Umfelds laufend. Während Kochan in seinen Beschreibungen als komplexe, vielschichtige, aber versteckte Persönlichkeit gefangen in einer Maske beschrieben wird, betrachtet er seine Mitmenschen vielmehr als leblose Symbole, die Etappen in seiner eigenen Entwicklung repräsentieren, anstatt selbst vollwertige Menschen zu sein.
Einige Rezensenten und Analytiker verglichen Kochan mit einem Kunstkritiker, der seine Inspiration durch sein Umfeld schöpft anstatt seiner Selbst.

### Kochans Großmutter
Kochans Großmutter, die nie beim Namen genannt wird, ist der erste zentrale Nebencharakter des Romans. Sie legt viel Wert auf ihren aristokratischen Lebensstil und zieht auch Kochan, den sie in jungen Jahren von ihren Eltern trennt, in ihren Bräuchen und Werten auf. Kochan beschreibt sie als widersprüchliche Figur: zum einen ist sie autoritär und untersagt Kochan jegliche Freizeitbetätigung, zum anderen lebt sie aber selbst verwöhnt und extravagant. Ihren Ehemann verabscheut sie für seine Infantilität. Kochans Großmutter leidet an chronischen Kopfschmerzen, die bereits bei mittellauten Geräuschen ausgelöst werden.

### Kochans Großvater
Kochans ebenso unbenannter Großvater steht im Kontrast zu seiner Ehefrau. Im Gegensatz zu ihrer aristokratischen Erziehung, kommt er aus einem armen Bauerndorf und konnte sich seinen Wohlstand durch harte Arbeit aufbauen: in seiner Rolle als ehemaliger Gouverneur. Kochan beschreibt ihn als einen Mann mit „naivem Vertrauen in andere Menschen.“ Er liebt es zu reisen.

### Omi
Omi ist ein starker und schöner Junge aus Kochans Schule und dessen Spiegelbild: Kochan ist intelligent und vielschichtig, aber schwächlich, Omi wirkt hingegen eher dümmlich und primitiv, ist aber dafür stark und männlich. Gleichzeitig ist Omi aber auch unschuldiger als Kochan, so spielt er beispielsweise das „Drecksspiel“, bei dem die Kinder darum kämpfen, wer dem anderen zuerst an die Genitalien packt, ohne große Hintergedanken mit, während Kochan in das harmlose Spiel seine sexuellen Gedanken projiziert.
Omi spricht im Großteil des Romans nicht und seine innere Gedankenwelt wird dem Leser nie zuteil. Stattdessen nutzt Kochan ihn als Symbol seiner eigenen Sehnsüchte und beschreibt an seinem Beispiel metaphorisch die Entwicklung seiner Sexualität und seines Verlangens. Zugleich agiert er als Kochans Ablenkung, als dessen sadistische Neigungen stärker werden.

### Sonoko
Sonoko ist eine hübsche junge Frau, mit der Kochan am Anfang seiner Universitätszeit eine Beziehung beginnt. Sie agiert als Katalysator in Kochans Realisation, seine inneren Neigungen nicht verdrängen zu können. Am Anfang ihrer Begegnung glaubt Kochan tatsächlich, eventuell Gefühle für Sonoko entwickeln zu können und an einer Stelle spezifisch scheint seine verdrängte Gedankenwelt tatsächlich erloschen:

„Noch nie hatte mich die Schönheit einer Frau so ergriffen. Mein Herz schlug schneller, ich fühlte mich wie geläutert.“

Kochans Hoffnungen werden letztlich enttäuscht, als er und Sonoko sich küssen und seine Neigungen stärker als zuvor wieder zutage treten.
Neben ihrer Rolle als Bestätigung für Kochan und seine inneren Triebe, repräsentiert Sonoko auch eine andere Form der im Buch thematisierten Schönheit: Sie ist wunderschön, genau wie Omi oder das Gemälde von St. Sebastian, aber dennoch ist Kochan nicht von ihr angezogen.

### Kochans Eltern
Kochans Mutter kommt in der Erzählung kaum vor, obwohl Kochan mehrere Jahre nur mit ihr, das heißt ohne seinen Vater, aufwächst. Eine zentrale Rolle nimmt sie erst zum Ende des Romans ein, als sie Kochan ermutigt, die Beziehung zu Sonoko zu beenden.
Sein Vater wird als „unliebsam“ und „risikoarm“ beschrieben. Als ihm Angeboten wird, eine Stelle in Osaka anzunehmen, sagt er sofort zu, obwohl Kochan und seine Geschwister noch jung sind.

### Kochans jüngere Geschwister
Als seine Geschwister, ein Bruder und eine Schwester, geboren werden, haben sie mehr Freiheiten als Kochan in seiner Kindheit. Seine Schwester stirbt früh und Kochans Trauer ist für ihn ein Beweis, dass er in der Lage ist, normale Emotionen zu spüren.

### Yakumo
Yakumo ist ein sechzehnjähriger Junge aus der Schule Kochans. Er ist zugleich der erste Junge in den sich Kochen verliebt, obwohl er jünger ist als er.

### Kusano
Kusano ist Sonokos älterer Bruder und der beste Freund Kochans. Er wird als „vorsichtig“, „freundlich“ und „nachdenklich“ beschrieben. In einer Stelle der Geschichte bildet er Kochans Spiegelbild: während Kusano nicht schlafen kann, aus der Angst, seine Familie werde durch die Luftangriffe sterben, ist Kochan das Schicksal seiner Familie egal.

### Mr. Ohba
Mr. Ohba ist ein Freund der Familie von Sonoko und wohlhabender Bankier. Obwohl er klammheimlich oppositionell zum Krieg steht, verkauft er sich nach außen als Befürworter.

### Chieko
Chieko ist eine schöne Frau, die Kochan in der Bibliothek kennengelernt hat. Sie ist seit kurzem verwitwet. Dennoch macht sie Kochan gegenüber sexuelle Avancen und ist dabei sein erster Kuss mit einer Frau.

## Interpretation des Titels
Beide Titel, sowohl Geständnis einer Maske wie auch Bekenntnisse einer Maske, wurden im Hinblick auf den anachronistischen Verlauf des Romans von diversen Literaturkritikern inspiziert. Das Wort Geständnis bzw. Bekenntnis suggeriert, dass sich Kochan – oder genauer seine Maske – der Transformation in ein funktionelles Mitglied der Gesellschaft unterziehen wird. Schließlich werden Geständnisse regelmäßig in der Intention abgelegt, Veränderungen herbeizuführen. Der Wunsch, seine Maske endgültig ablegen zu können, scheint also auch nach Verlauf der im Roman erläuterten Ereignisse fortzudauern; die Erfolgsaussichten darauf erscheinen bisweilen gering.

## Historischer Kontext
Von Historikern wird Bekenntnisse einer Maske mitsamt seiner Themen als klassisches Werk seiner Zeit verortet. Nach dem Ende des Zweiten Weltkrieges fanden sich immer mehr Überlebende in einer Identitätskrise wieder. Sämtliche etablierte Vorstellungen davon, wie ein gesellschaftliches Zusammenleben auszusehen hat, welcher Konvention ein jeder zu folgen hat, wurden auf den Kopf gestellt. Zugleich gewann das Feld der Psychoanalyse verstärkten Einfluss und selbst zuvor völlig ideallose Bürger fingen an, sich selbst und ihre Motive zu hinterfragen.
In genau einer solchen Krise befand sich auch Mishima. Zum einen führte er es folgend als enorm wichtig an, den ohnehin gestörten gesellschaftlichen Frieden nicht weiter zu beschädigen, zum anderen bedauerte er den Verlust an Idealen, der mit dem Ende des Krieges einherging:

„Rilke schrieb einst, dass der Mann der Moderne keines dramatischen Todes mehr sterben könne. […] Der Tod in der modernen Zeit, sei er nun bedingt durch Krankheit oder Unfall, ist frei von jeglicher Tragik. Wir leben in einem Zeitalter, in dem es keinen heroischen Tod mehr gibt. […] Menschen sind nicht stark genug, nur für sich selbst zu leben und zu sterben. Deshalb haben wir Ideale: Wir handeln für Etwas […], praktisch folgt, dass wir auch für Etwas sterben müssen. Früher nannte man dies den Tod für eine „noble Sache“ […], aber heutzutage gibt es diese „noble Sache“ nicht mehr, demokratische Regierungen haben für solche keine Verwendung.“

## Autobiografische Aspekte

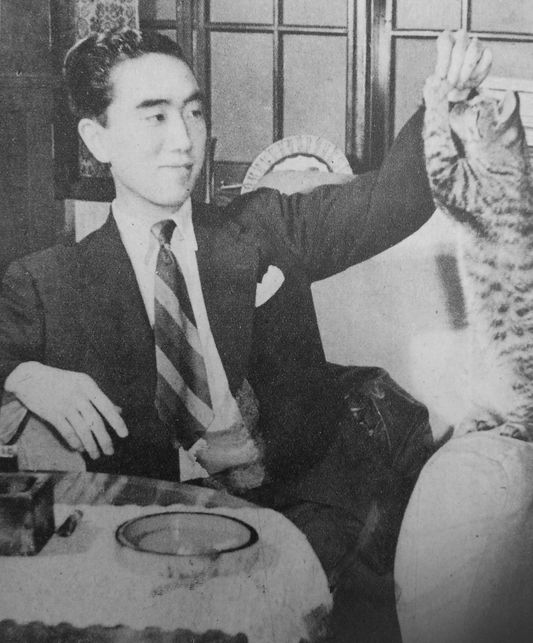
Mishima im Jahr 1948. Etwa um diesen Zeitraum begann er die Arbeiten an Bekenntnisse einer Maske.

Obgleich ein fiktionaler Roman, sind die Parallelen zu Mishimas eigenem Leben unverkennbar. Die wichtigste Person seiner Kindheit war seine Großmutter Natsuko, die ihn als Kleinkind bis zu seinem 12. Lebensjahr von seinen Eltern trennte und ihn isoliert von anderen Jungen alleine aufzog. Natsuko hatte eine Obsession mit dem Tod und wurde unter Arisugawa Taruhito im japanischen Kaiserhaus aufgezogen, wodurch sie einen Hang zu aristokratischen Bräuchen und Regeln entwickelte.
Mishimas Jugend hingegen war vor allem von seinem Vater Azusa geprägt, einem ausgeprägten Patrioten und ehemaligen Soldaten, der Mishima mit militärischer Disziplin drillte und seine Hingabe für Literatur als „weibisch“ verspottete. Auch Kochans Sehnsucht, im Krieg zu fallen, korreliert mit Mishimas eigener Enttäuschung, wegen seiner schwächlichen Physis nicht zum Wehrdienst zugelassen zu werden und keinen „heroischen Tod“ sterben zu können:

„Ich war dem Tod am Nächsten während des Krieges. Als der Krieg endete war ich 20 Jahre alt und alles worüber ich und meine Jugendfreunde nachdachten, war wie und wann wir sterben werden.“

Das Gemälde St. Sebastian von Guido Reni übte auch auf Mishima von Kindheitstagen an eine Faszination aus. In einer Fotografie von Kishin Shinoyama aus dem Jahr 1968 stand er Modell und stellte die Illustration nach.
Genauso wie Kochan absolvierte auch Mishima seine Schulzeit als Stufenbester und begann anschließend ein Jurastudium an der Universität Tokio. Die weibliche Hauptrolle des Romans Sonoko wurde von späteren Rezensenten als seine Schulfreundin Kuniko Mitani wiedererkannt.
Mishima besuchte bis zu seinem Ableben 1970 regelmäßig Schwulenbars und unterhielt vermeintlich sexuelle Beziehungen zu anderen Männern: ein laufender Konflikt zwischen ihm und seiner Ehefrau Yoko Sugiyama. Wohl aufgrund der aufkeimenden Homophobie im imperialistischen Japan bekannte er sich jedoch nie öffentlich zu seiner Homosexualität, wenngleich er post mortem zu einer LGBT-Ikone wurde.
Von den signifikanteren Parallelen abgesehen, gleichen sich auch unwichtigere Details aus dem Roman mit Erzählungen Mishimas. Kochans Behauptung, sich noch an seine eigene Geburt erinnern zu können, ist nach Mishimas Schulfreundin Mitani etwas, das auch er in der Grundschule den anderen Kindern erzählte. Auch das „Drecksspiel“ war Überlieferungen alter Klassenkameraden nach ein beliebtes Spiel der damaligen Zeit.

## Ausgaben
- Geständnis einer Maske, aus dem Englischen übersetzt von Helmut Hilzheimer. Rowohlt, Reinbek bei Hamburg 1964
- Bekenntnisse einer Maske, aus dem Japanischen übersetzt von Nora Bierich. Kein & Aber, Zürich 2018, ISBN 978-3-0369-5784-5[41]